# Storia della miniatura

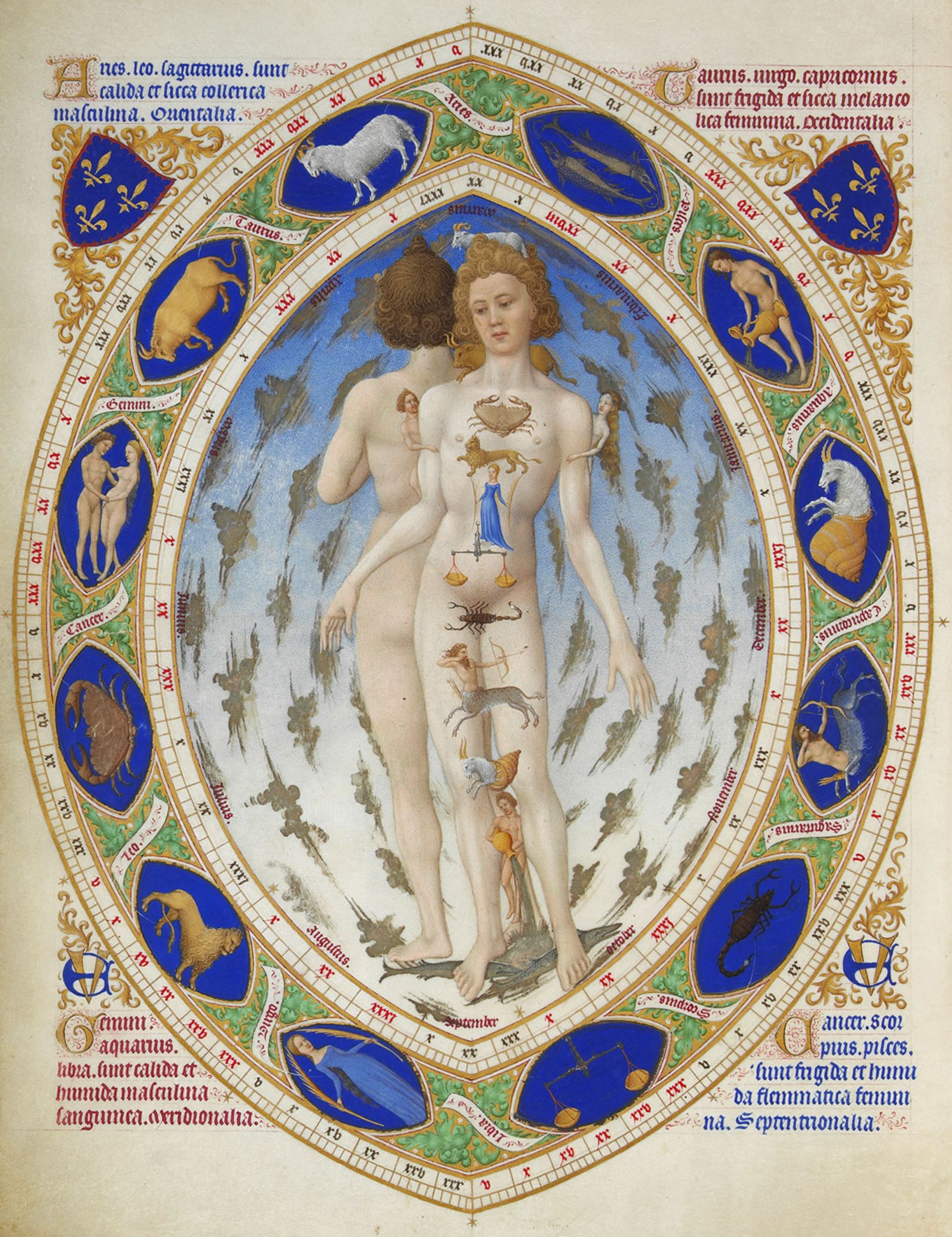
Fratelli Limbourg, Très riches heures du Duc de Berry, miniatura dell'Uomo Anatomico con la fascia dei segni zodiacali (1412-1415)

La miniatura è un'arte che ha rivestito una grandissima importanza nella produzione artistica europea e mediorientale. La sua storia, in alcuni casi parallela alla storia della pittura, va dall'Antichità, in particolare per l'Europa dal II secolo, sino al tardo Rinascimento, quando la diffusione della stampa permise di creare illustrazioni in serie più a buon mercato.
La miniatura esiste fin dall'epoca del papiro ma è nella tarda antichità, con la comparsa del libro, che parole e immagini arrivarono a fondersi in una perfetta convivenza. La miniatura rappresenta per molti secoli la principale fonte per ricostruire l'arte pittorica, essendo quasi completamente perdute o manomesse le testimonianze di affresco, pittura su tavola o su altri supporti dall'antichità fino al II millennio d.C. Inoltre i codici miniati, essendo costosissimi prodotti di lusso, erano spesso legati alla più alta committenza sia religiosa che laica, preservando traccia del gusto più raffinato di quelle epoche.

## Origini

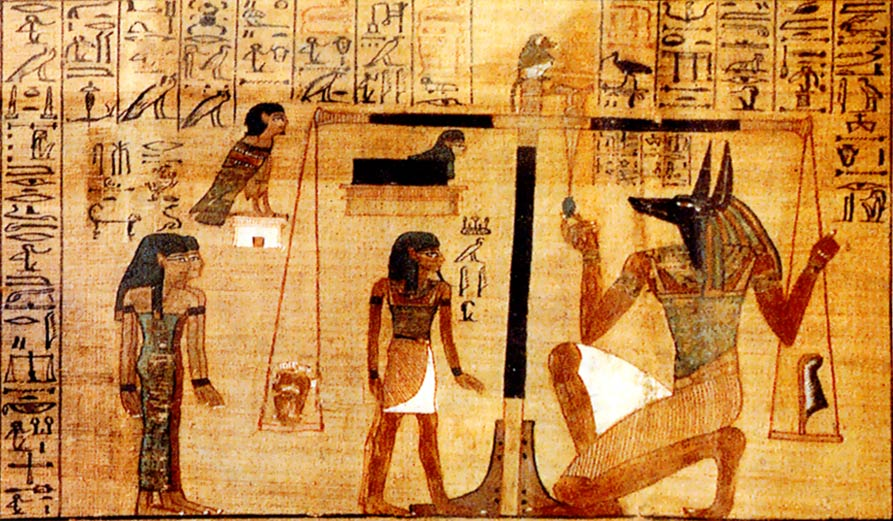
Psicostasia, Libro dei Morti di Ani, 1275 a.C. circa

I primi manoscritti miniati sono i documenti dell'Antico Egitto, costituiti dai papiri, sotto forma di rotoli più o meno lunghi. Il Libro dei morti di Ani (1275 a.C. circa, custodito al British Museum) misura 24 metri, mentre il Papiro di Torino (1290 a.C.–1224 a.C.) circa 58.

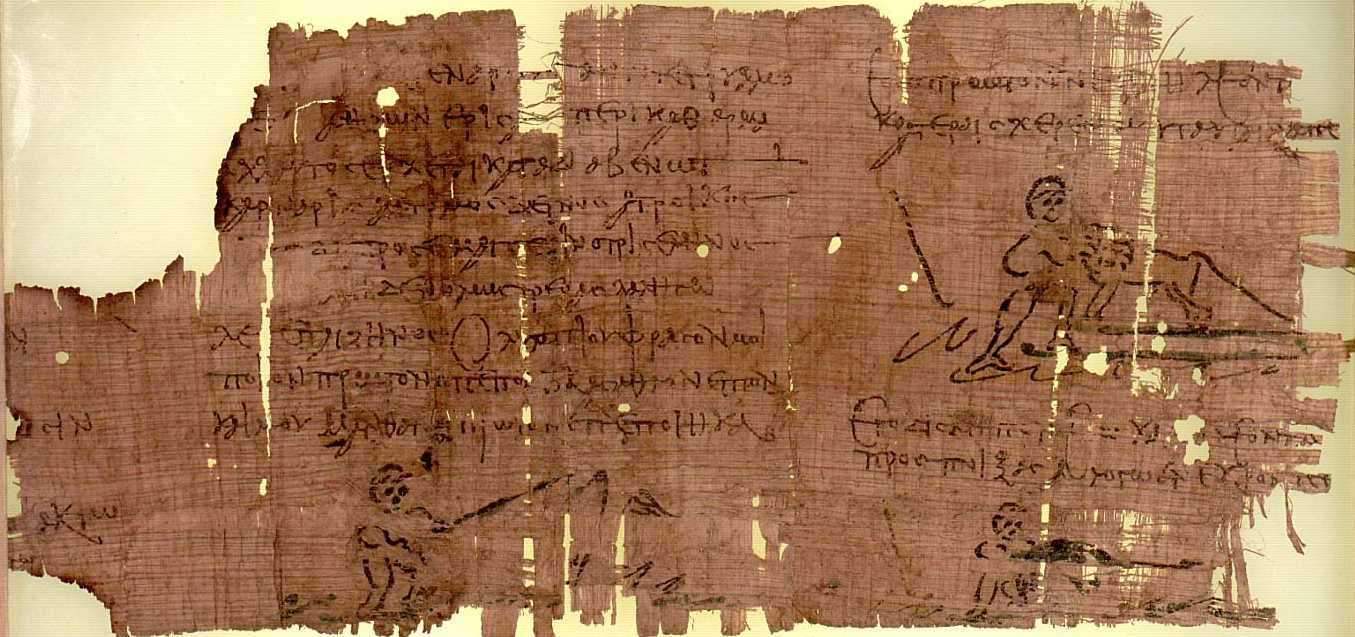
Papiro di Eracle (Oxford, Sackler Library, Oxyrhynchus Pap. 2331), III secolo

Non sono rimaste che poche testimonianze sull'antica decorazione dei papiri in età greco-romana e quindi la ricostruzione delle origini della storia della decorazione dei testi scritti è ancora oggetto di incertezza. Si conosce che i papiri avevano la forma di rotuli e poiché andavano svolti a poco a poco, le illustrazioni non erano altro che piccole vignette o figurette che interrompevano le colonne del testo. Queste immagini erano solitamente un corredo alle descrizioni scritte o la visualizzazione di episodi narrati, che in ogni caso non modificavano l'impaginazione e la struttura grafica del testo.
Si conoscono alcuni frammenti di rotuli mediobizantini che sembrerebbero copie antichizzanti di esemplari classici, dove esiste una sequenza di illustrazioni accompagnate da brevi didascalie: anche in questo caso però le immagini non sono integrate col testo, ma lo sostituiscono.
Secondo le teorie di Weitzmann il cambiamento strutturale dei manoscritti avvenuto tra il I e il III secolo (passaggio dalla forma di rotolo papiraceo a quella di codice pergamenaceo) avrebbe portato ad una diversa organizzazione del testo sulle pagine e posto le basi per uno sviluppo dell'illustrazione del manoscritto.

## Miniatura nella tarda antichità

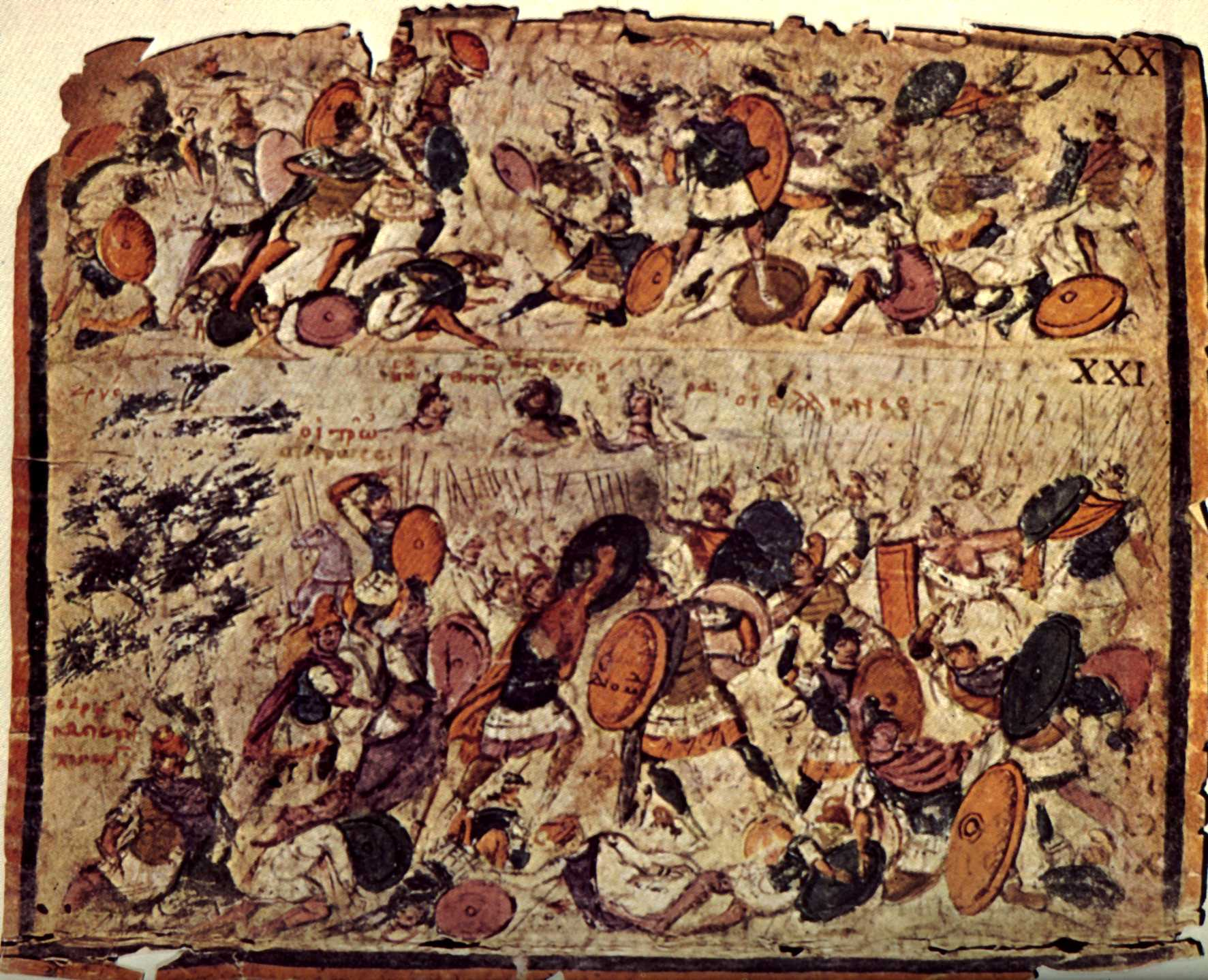
Scena di battaglia, Iliade Ambrosiana

Il volumen era composto da più fogli ripiegati e si era originato probabilmente dalla forma dei dittici incerati, che erano usati per la scrittura quotidiana. La nuova forma del libro era preferita dai circoli cristiani, in opposizione con la cultura pagana ufficiale allora nemica. Nello stesso periodo si andava diffondendo la pergamena al posto del papiro, sebbene fosse già conosciuta fin dall'epoca ellenistica e molto più costosa e complicata da preparare. La pergamena però, che non si addiceva alla confezione dei rotuli, assicurava invece una resistenza e una durata maggiore di qualunque altro supporto leggero.
Un esempio delle prime miniature tuttora esistenti sono una serie di illustrazioni tagliate via dall'Iliade Ambrosiana (codice F 205 inf. della Biblioteca Ambrosiana di Milano), un manoscritto risalente al VI secolo. Sono simili, per stile e tecnica, all'arte pittorica dell'epoca, con un gusto compendiario e naturalistico derivato dalla pittura tardoellenistica e romana. Nonostante alcune imperfezioni, sono ancora assenti le convenzioni di tipo medievale.
Altre opere di grande valore artistico sono le miniature presenti sul Virgilio Vaticano (Cod. Vat. lat. 3225) e sul Virgilio Romano (Cod. Vat. lat. 3867), risalenti ai primi anni del V secolo. Sono in condizioni migliori e di dimensioni maggiori dei frammenti ambrosiani con un disegno ancora in stile classico: si crede che siano una semplice copia di una serie di opere ancora più antiche. I colori sono opachi e gli incarnati chiari. Il metodo seguito nel comporre le varie scene sulla pagina fornisce molte indicazioni sulle tecniche di pittura usate dagli artisti dei primi secoli: sembra che lo sfondo dell'immagine venisse colorato con una tinta uniforme, coprendo l'intera superficie della pagina; quindi, sopra questo fondo, venivano disegnate le persone e gli oggetti più grandi, e sopra di loro quelli più piccoli (questo metodo a strati è noto con il nome di "algoritmo del pittore"). Inoltre, nel tentativo di mantenere una sorta di visuale prospettica, era adottata una sistemazione scalare per fasce orizzontali delle zone di pittura: quelle in alto contenevano infatti immagini più piccole di quelle in basso.

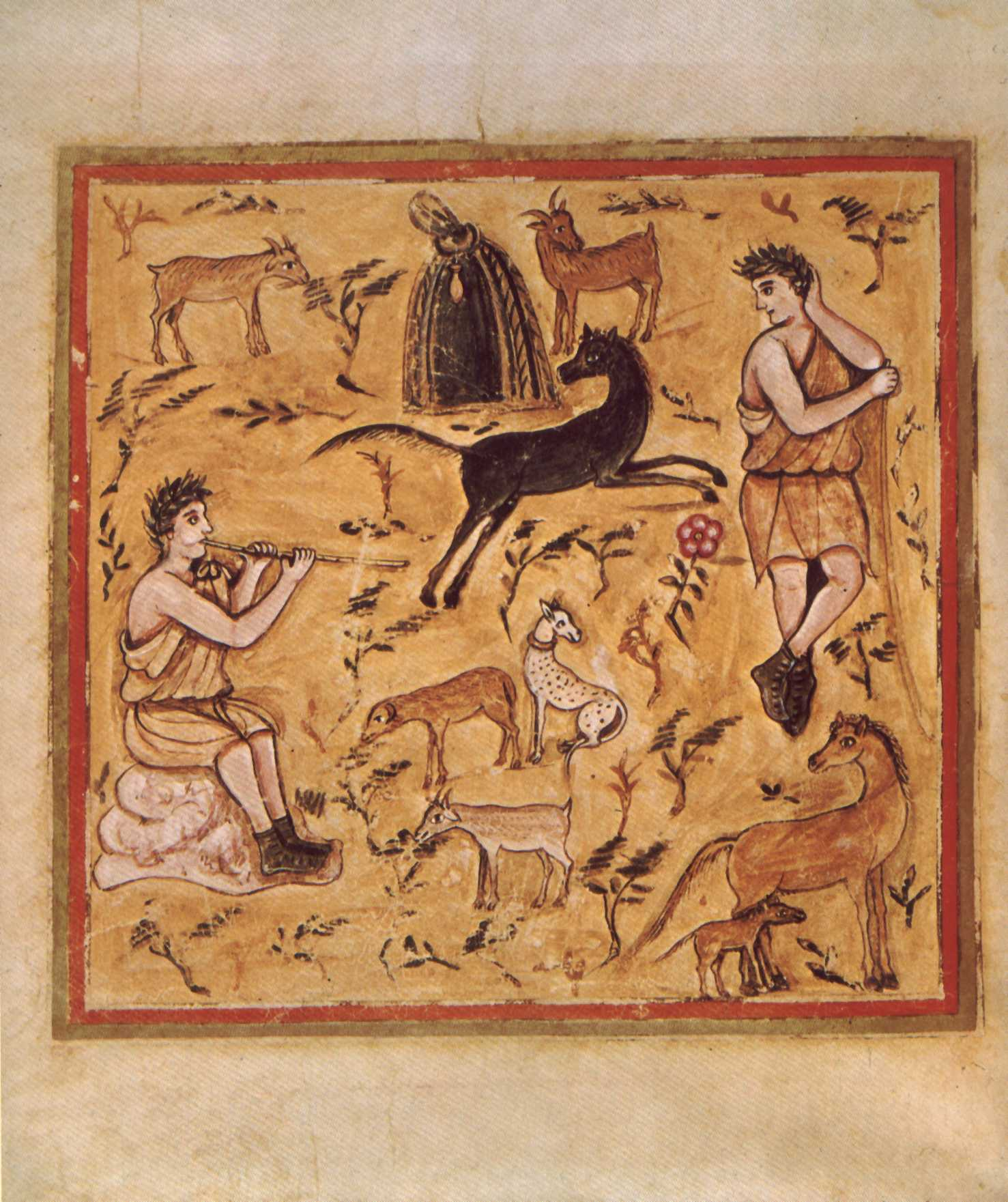
Illustrazione delle Georgiche, Virgilio Romano (V secolo)
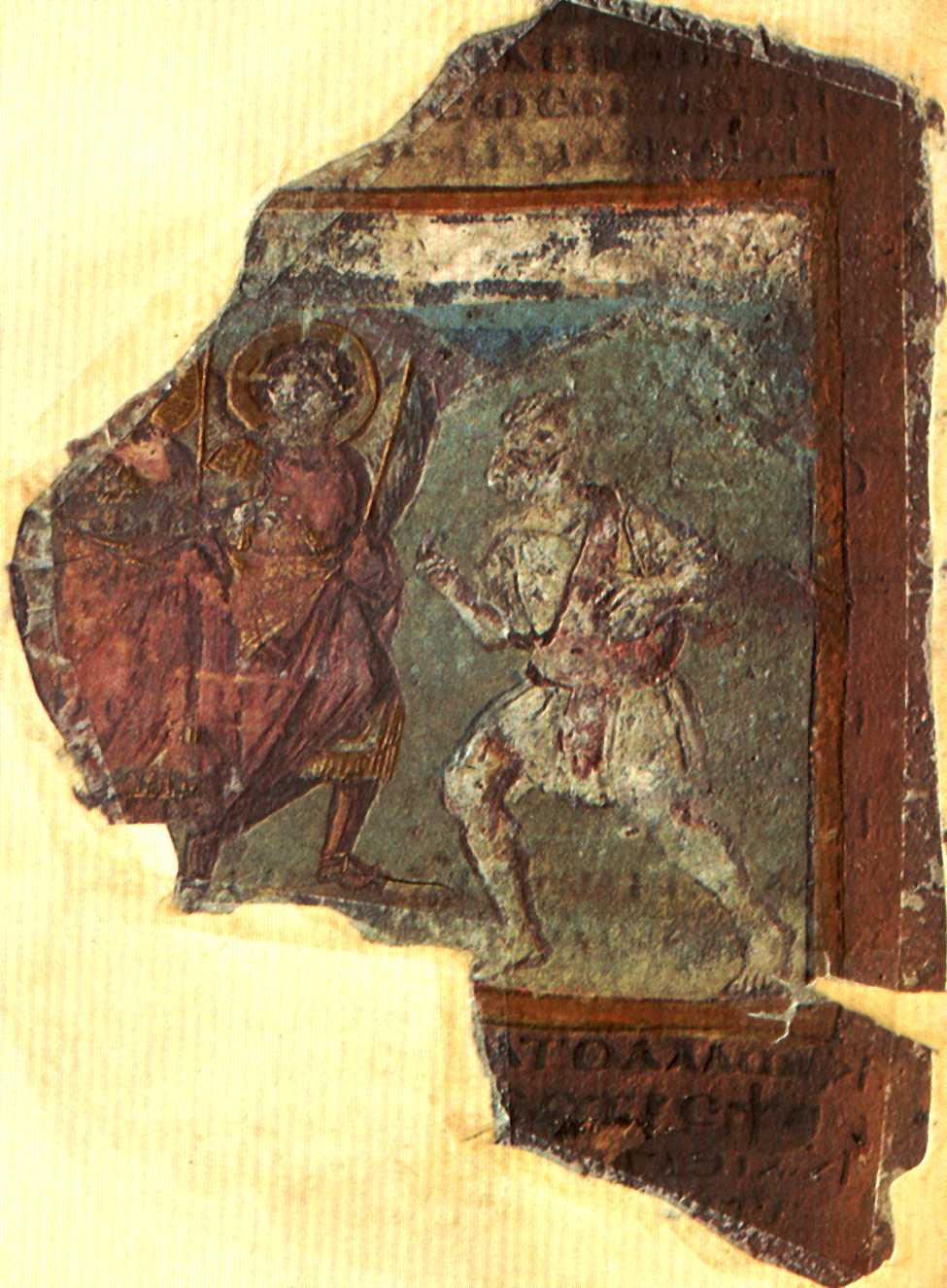
Incontro tra Abramo e gli angeli, dal Codex Cottonianus (V-VI secolo)
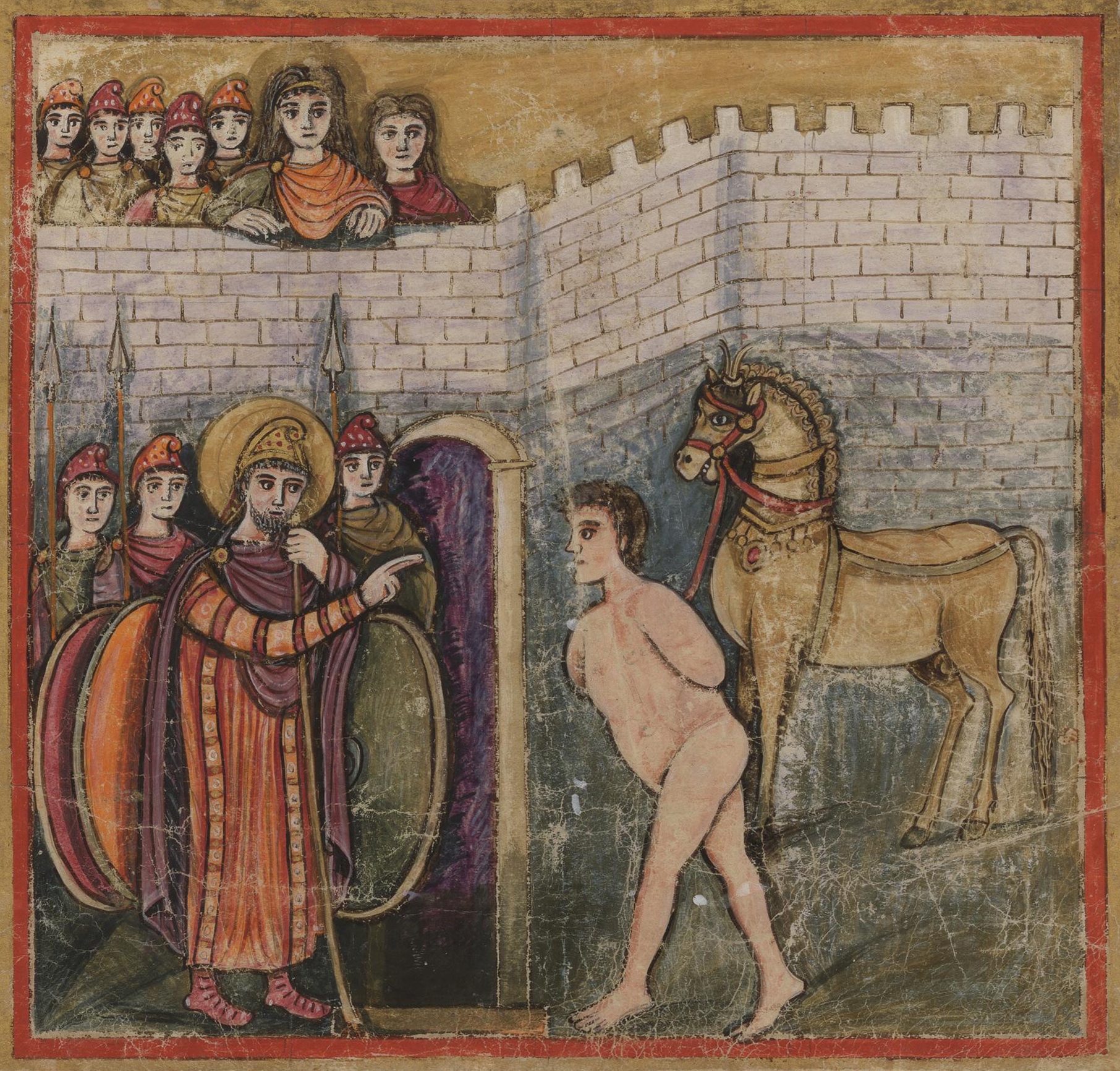
Sinone portato da Priamo, Virgilio Romano (V secolo)
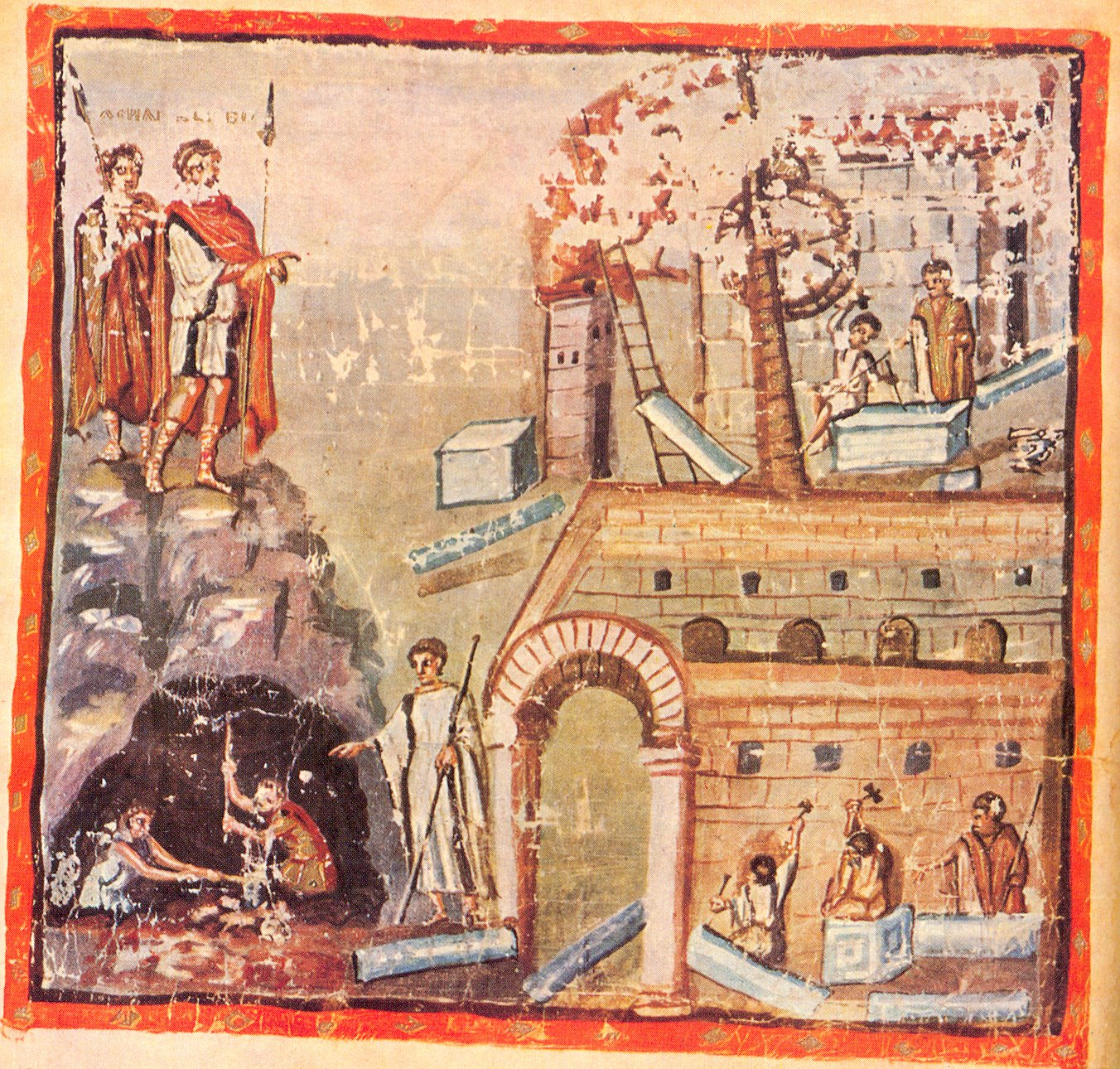
Costruzione di una città, Virgilio Vaticano (V secolo)

## Miniatura bizantina (V-VI secolo)

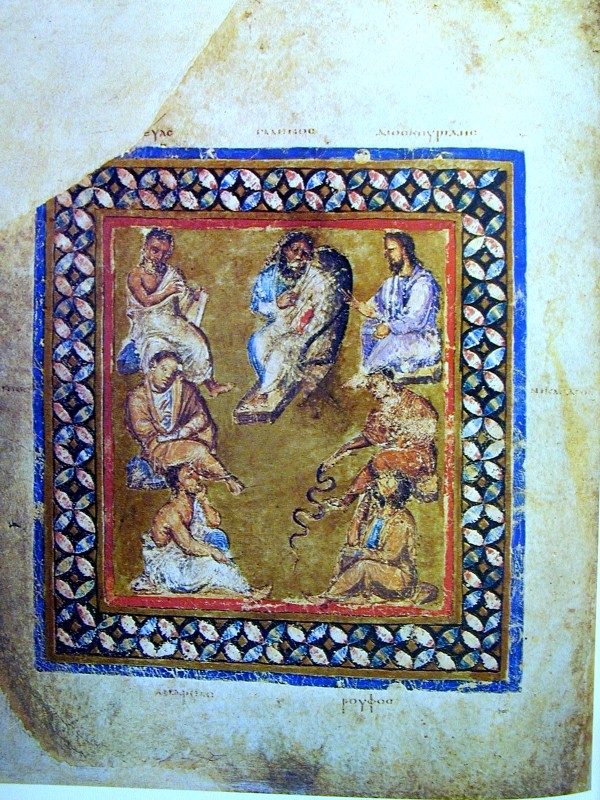
Sette medici, dal Codex Aniciae Julianae (primi anni del VI secolo)

Fu la scuola bizantina a sviluppare nuove convenzioni artistiche creando un taglio netto con la tradizione precedente. Nei primi esempi delle opere di questo periodo continuano a persistere dei tratti classici, come testimoniano i frammenti del Codex Cottonianus (MS Cotton Ottone B. VI) e le migliori miniature del Dioscoride di Vienna (codice di Anicia Giuliana, Osterreichische Nationalbibliothek, Gr. 1), dove si registrano gli ultimi, aulici sviluppi del naturalismo ellenistico. Nelle miniature nei manoscritti del tardo Impero bizantino, copiate da esempi precedenti, la riproduzione dei modelli restò fedele all'originale.
Con i vincoli imposti dall'influenza ecclesiastica, l'arte bizantina divenne sempre più stereotipata e convenzionale. Il colore usato per dipingere la carnagione si spostò verso tinte più scure, mostrando persone emaciate e irrigidendo i movimenti. Venne fatto un largo uso di tinte marrone, grigio-blu e altre tinte neutre. Troviamo per la prima volta la colorazione della pelle che, in seguito, divenne pratica comune per i miniaturisti italiani cioè lo stendere il colore dell'incarnato su di uno strato verde oliva o comunque scuro. Gli sfondi furono trattati in maniera sempre più convenzionale iniziando quella rimarchevole tradizione di assenza di rappresentazione della natura dal vero che contraddistingue la miniatura medievale.
Sempre in ambito bizantino compaiono sfondi d'oro che, gradualmente, saranno introdotti anche nei manoscritti occidentali.

## Miniatura altomedievale (VIII-X secolo)

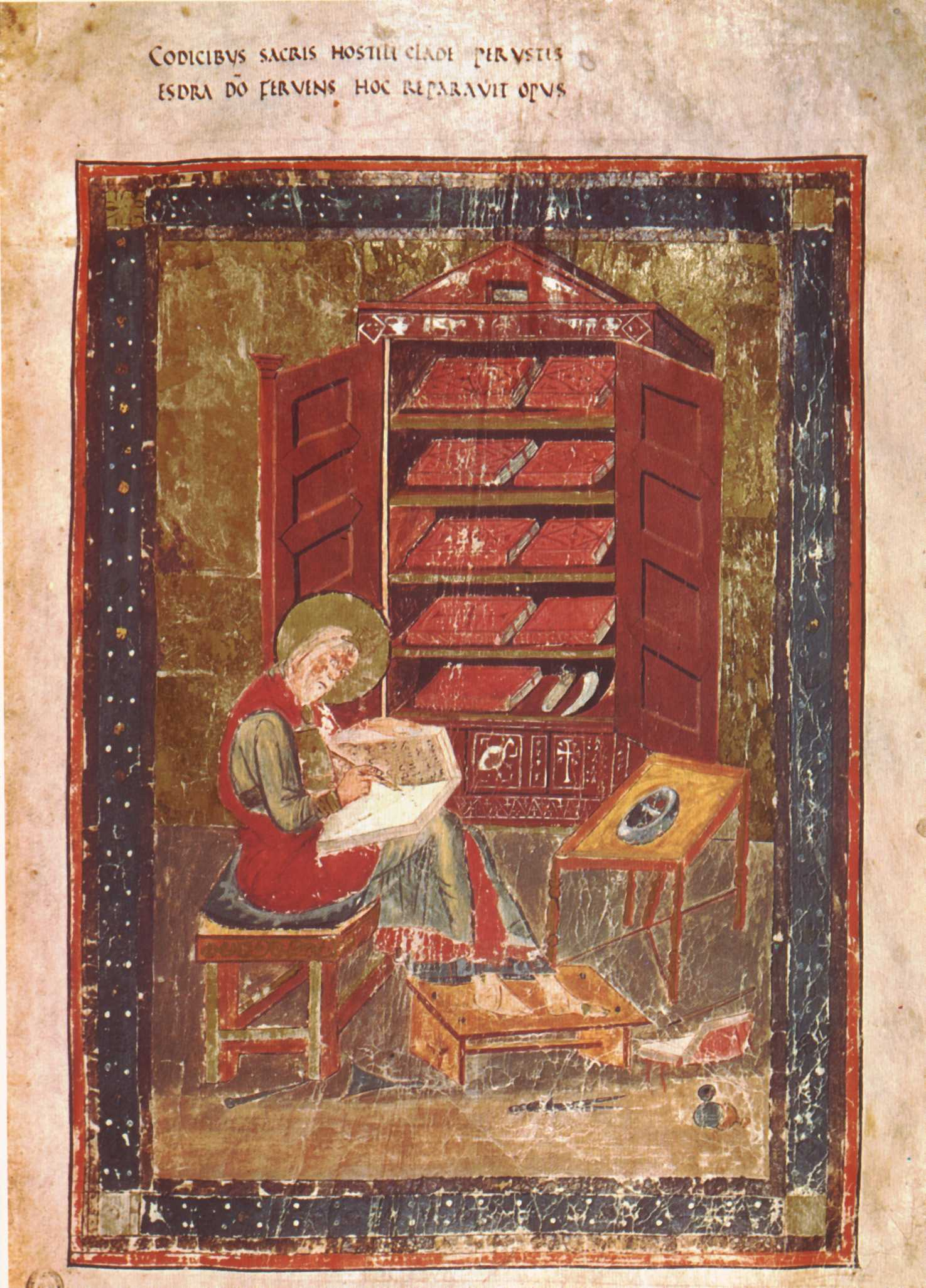
Pagina della Bibbia Amiatina, VII secolo

Con la diffusione del monachesimo, i centri della cultura europea divennero i monasteri, nei cui scriptoria si copiavano le opere antiche su pergamene, permettendone la trasmissione alle generazioni future. In queste operazioni di trasferimento si scartavano i libri ritenuti dannosi, che sparirono inevitabilmente, mentre la riproduzione delle opere più antiche prescindeva l'apparato illustrativo, che veniva trascurato poiché troppo difficile da copiare o ormai incomprensibile per chi era legato ormai a una cultura figurativa diversa. Amanuense e miniatore erano spesso due figure distinte, anche se quasi sempre, soprattutto nell'alto medioevo, appartenenti alla medesima comunità religiosa e quindi di analoga formazione e cultura figurativa.
Anche in Europa occidentale il Cristianesimo portò a una perdita di interesse verso la realtà percepita dai sensi e, pur senza arrivare alle forme di iconoclastia orientali, si sviluppò uno stile figurativo dove ogni elemento acquista valore solo in quanto metafora del mondo trascendente. Ogni figura diventa quindi un simbolo e non ha bisogno di essere realistica anzi, proprio per evidenziare la funzione simbolica, si codificano tutta una serie di stilizzazioni e convenzioni figurative.
Nella miniatura libraria dell'Europa occidentale la capacità di rappresentazione della figura umana quasi scomparve, fungendo da elemento decorativo piuttosto che da realistica rappresentazione del corpo umano, come si riscontra nei manoscritti del periodo dei Merovingi (v.si Miniatura merovingia), nella scuola longobarda e franco-longobarda, nei manoscritti visigoti e nelle produzioni di arte insulare dell'arcipelago britannico. Se in epoca tardo-antica i manoscritti più ricchi di immagini erano state le Bibbie, in questo periodo acquista importanza la decorazione dei Vangeli, dei libri di sacramenti e, più tardi, i messali e i libri di coro. Si sviluppa una relazione stretta tra testo e immagini, con iniziali figurate (da figure umane o animali) e istoriate (con piccole scene o decori vegetali), bordi decorati, monogrammi a piena pagina per le prime lettere del testo, tavole di canoni, immagini didattiche e mnemoniche. Questo processo venne sicuramente favorito dalla sensibilità lineare e ornamentale.

### Miniatura celtica irlandese

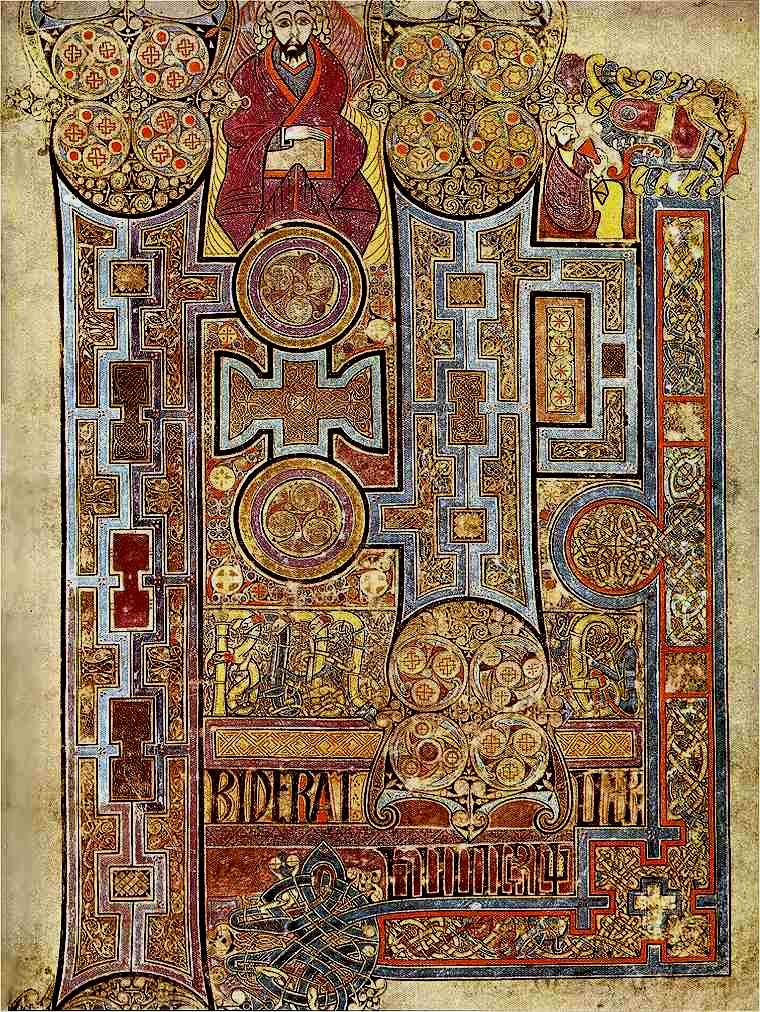
Apertura del Vangelo secondo Giovanni nel libro di Kells, inizi del IX secolo

Nei monasteri irlandesi, tra il VII e il IX secolo, si diffuse un tipo di decorazione raffinatissima basata su intrecci di racemi e figure stilizzate, organizzati in complessi schemi geometrici. In Inghilterra, presso Canterbury e Winchester si sviluppò nel X e XI secolo un tipo di miniatura anglosassone che probabilmente derivò il proprio caratteristico disegno a mano libera dai modelli classici romani senza l'influenza bizantina. L'alta qualità delle miniature sta nel fine tratteggio dei contorni che ebbe una lunga influenza sulla miniatura inglese dei secoli successivi, ma che rimase separato dal resto delle correnti artistiche occidentali.
La maggior parte delle figurazioni umane, quando presenti, sono di natura antinarrativa e sacrale: crocifissioni, Cristo in Gloria, rappresentazioni della Vergine e dei santi. Queste immagini delle Sacre Scritture, che venivano mostrate al popolo analfabeta durante le più importanti cerimonie liturgiche, acquistavano un enorme valore simbolico e quasi magico, divenendo il tramite diretto tra il mondo terreno e quello ultraterreno. Per questo la confezione dei libri sacri era curatissima e impiegava i materiali più preziosi: ad esempio, finché fu possibile trafficare con l'Asia Minore, si tinse la pergamena con la porpora, sopra la quale si scriveva in lettere d'oro e d'argento.

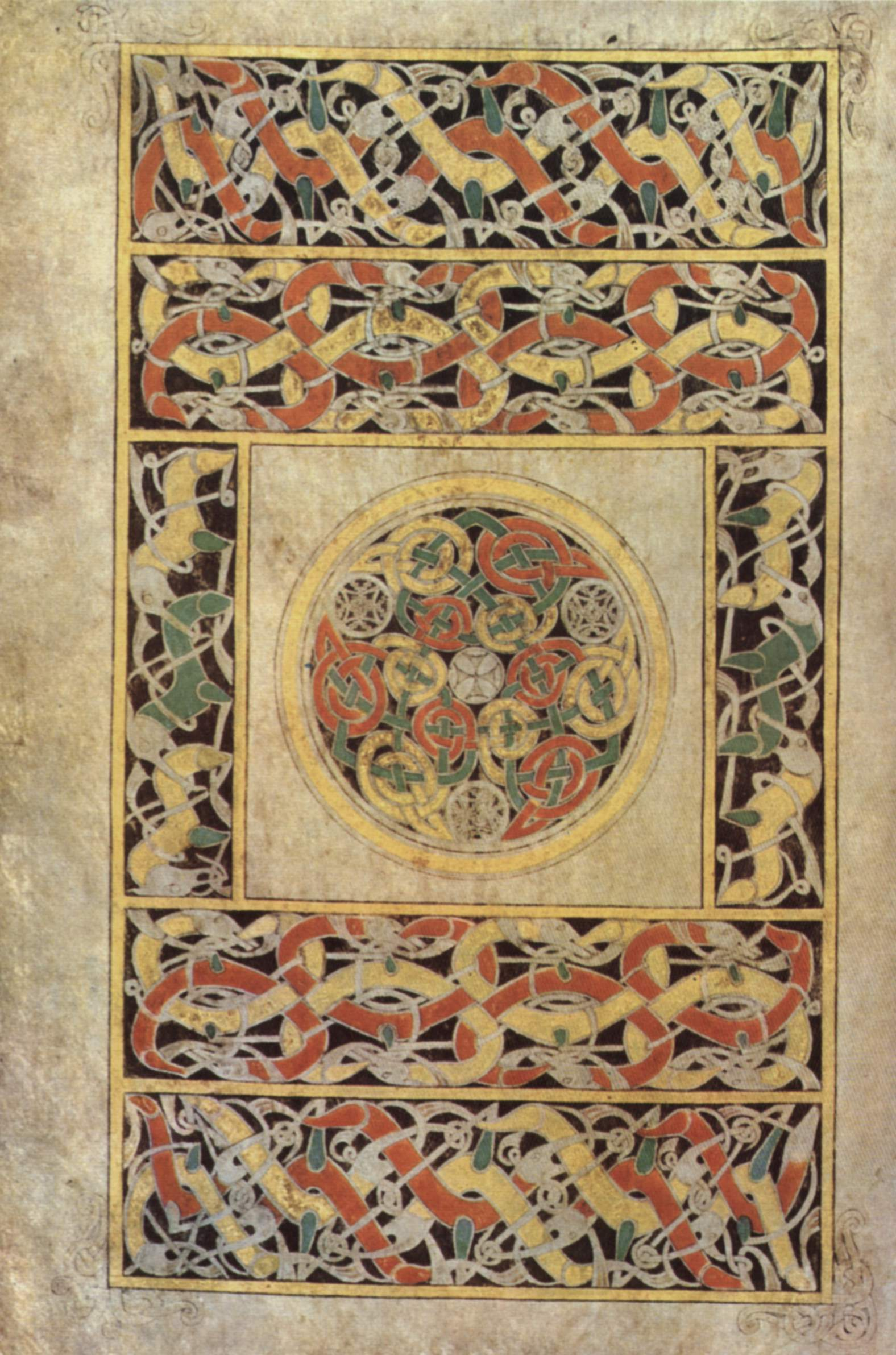
Libro di Durrow (VII secolo)
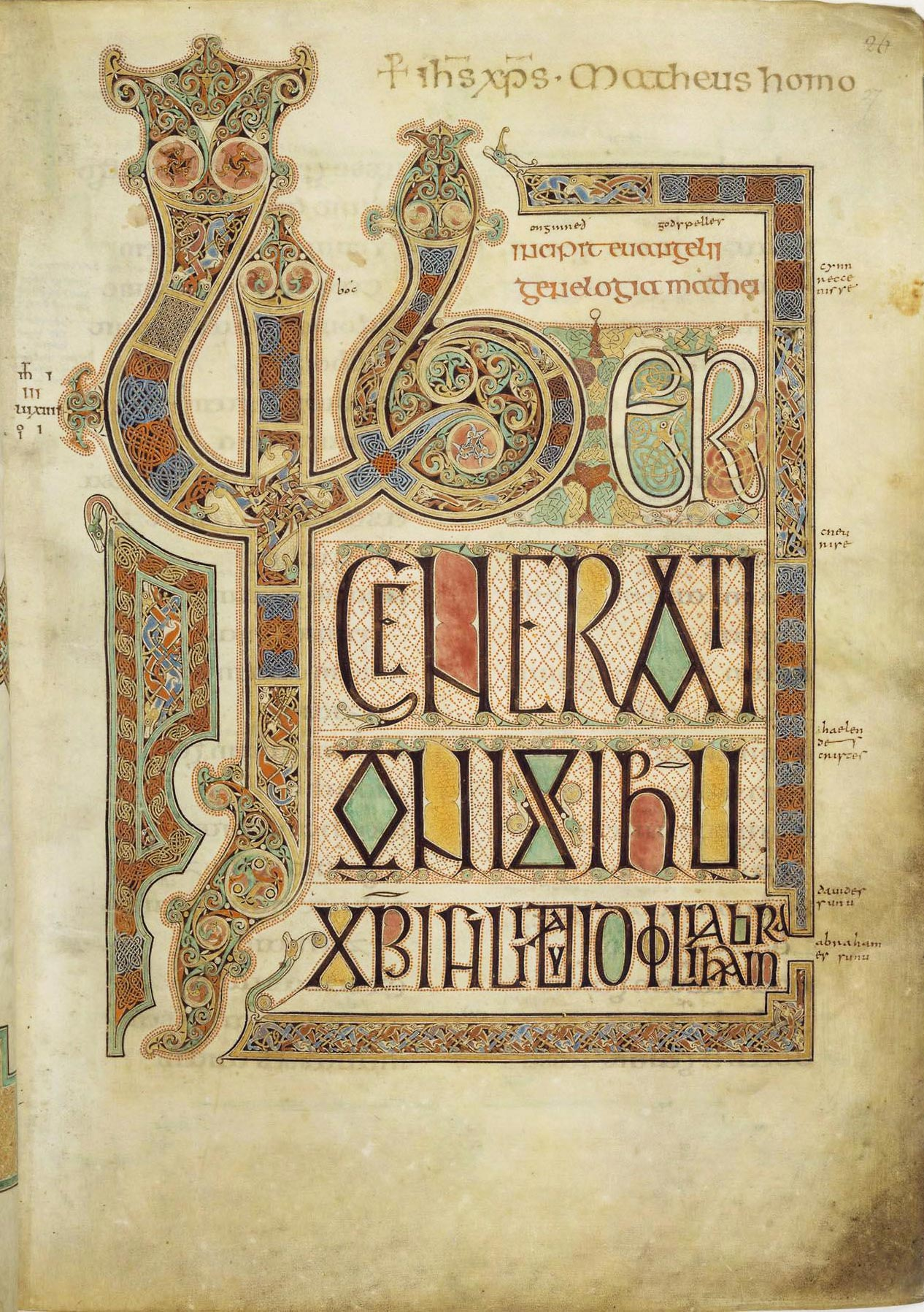
Vangeli di Lindisfarne (VIII secolo)
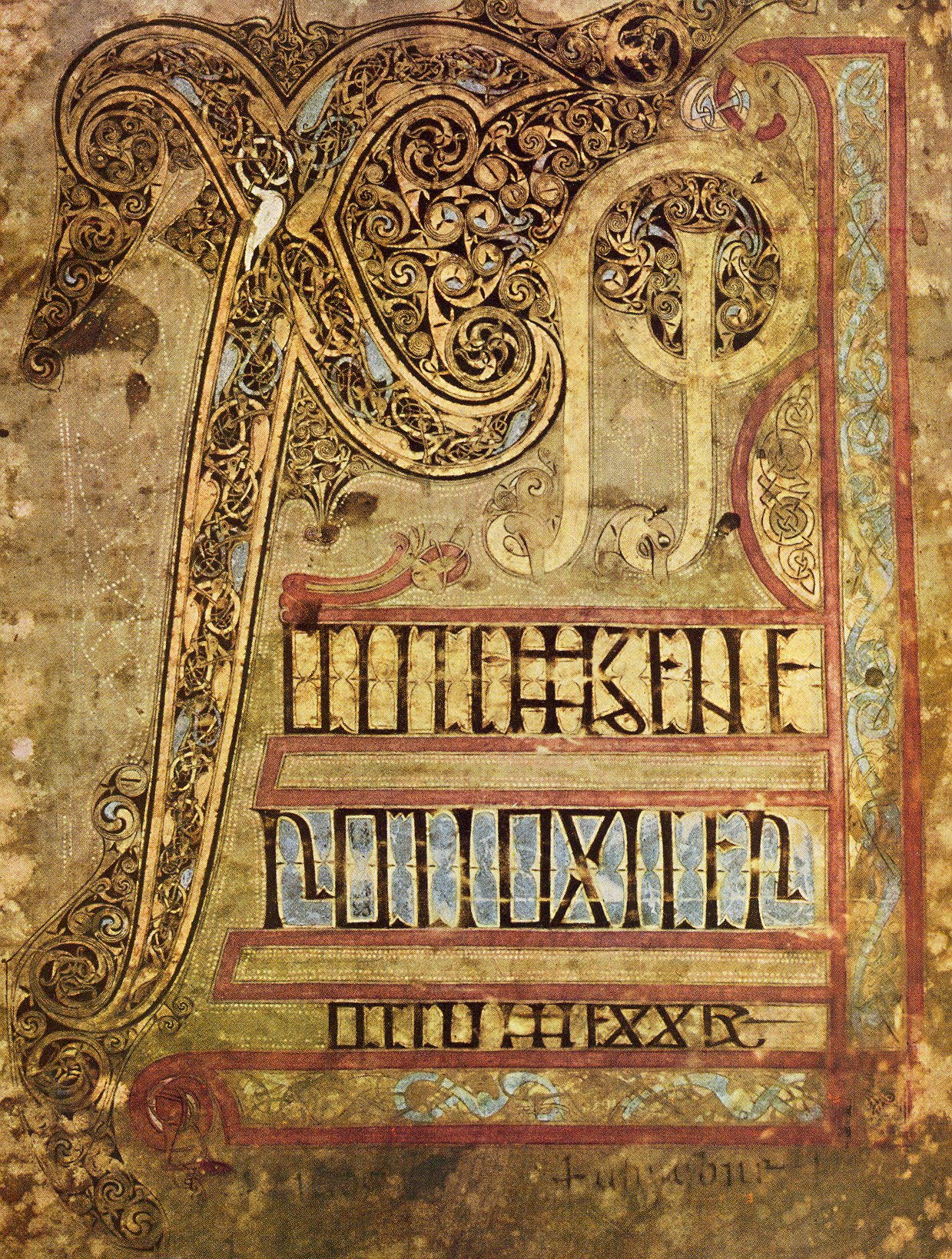
Monogramma di Cristo, Vangeli di Lichfield (VIII secolo)

### Miniatura carolingia

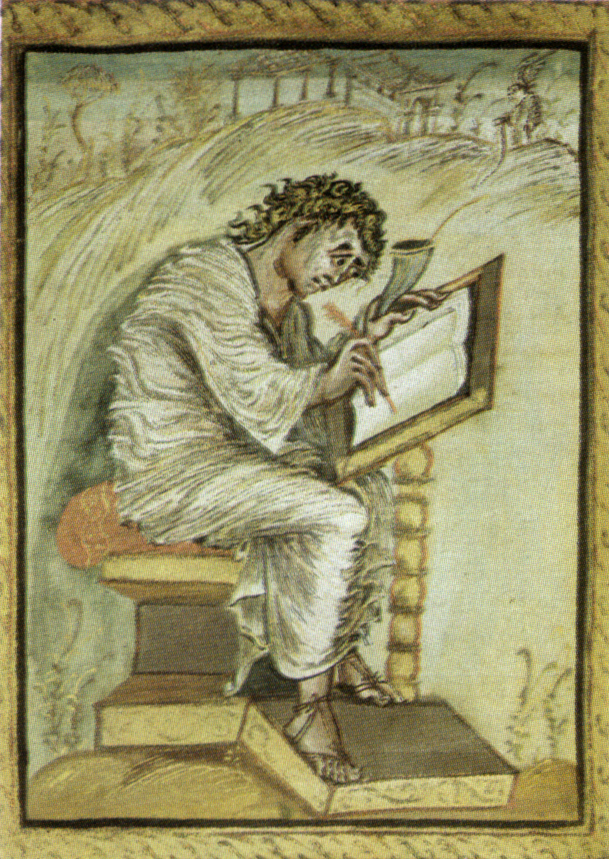
Vangeli di Ebbone (Épernay, Bibliothèque municipale, Ms. 1, folio 18 verso), San Matteo, ante 823

Durante il periodo della cosiddetta rinascenza carolingia si sviluppò, probabilmente col supporto dell'autorità di Carlo Magno, una scuola di pittura derivata dai modelli classici, principalmente di tipo bizantino. Se le opere di pittura murale carolinge sono molto scarse, ci sono pervenuti numerosi e splendidi manoscritti miniati dell'epoca, che testimoniano la vitalità artistica dell'epoca nelle arti pittoriche.
Il libro rivestì un'importanza fondamentale nell'organizzazione dell'Impero, essendo veicolo delle leggi scritte e del recupero del sapere antico. Per questo gli imperatori stessi furono grandi committenti di opere librarie, che in questo periodo raggiunsero un vertice per qualità e rilevanza, con una svolta stilistica rispetto all'VIII secolo.
Appaiono contemporaneamente due modelli di illustrazione: 
- il primo, di ispirazione bizantina, in cui sono raffigurati principalmente ritratti di Evangelisti o degli stessi imperatori, con pagine colorate con tinte brillanti ed estese dorature, di solito inserite all'interno di cornici architettoniche e staccate dallo sfondo. Insieme alla ricca decorazione del margine e delle iniziali questo stile fece da modello per l'ulteriore sviluppo della miniatura in occidente.[3]
- il secondo, usato per la rappresentazione di scene per lo più bibliche, denotava una maggiore libertà espressiva rispetto al tipo precedente distaccandosi dalla scuola bizantina.[3]

Una prima fase riguardò il monastero di Corbie, a nord di Parigi, in Piccardia, nel quale si iniziarono a produrre codici (come il Salterio di Corbie Ms. 18) caratterizzati da una equilibrata sintesi tra testo e immagini, derivata dalla miniatura celtica irlandese con iniziali ornate da personaggi e mostri fantastici. Una seconda fase si registrò con la committenza di Ludovico il Pio, tramite la quale per la prima volta si cercò di penetrare l'arte antica anche riproducendone i caratteri stilistici. Ne sono un esempio gli Evangeli dell'Incoronazione (inizio del IX secolo. Una terza fase è rappresentata da un gruppo di codici provenienti forse da Reims (vangeli di Ebbone, ante 823, e il Salterio di Utrecht), dove si riscontra un'innovativa vitalità espressiva, come per esempio nelle vivide figurette dei codici di Ebbone (cacciatori, letterati, scalpellini, animali simbolici, piante, ecc) o nelle scenette del Salterio di Utrecht, dallo stile narrativo efficace.

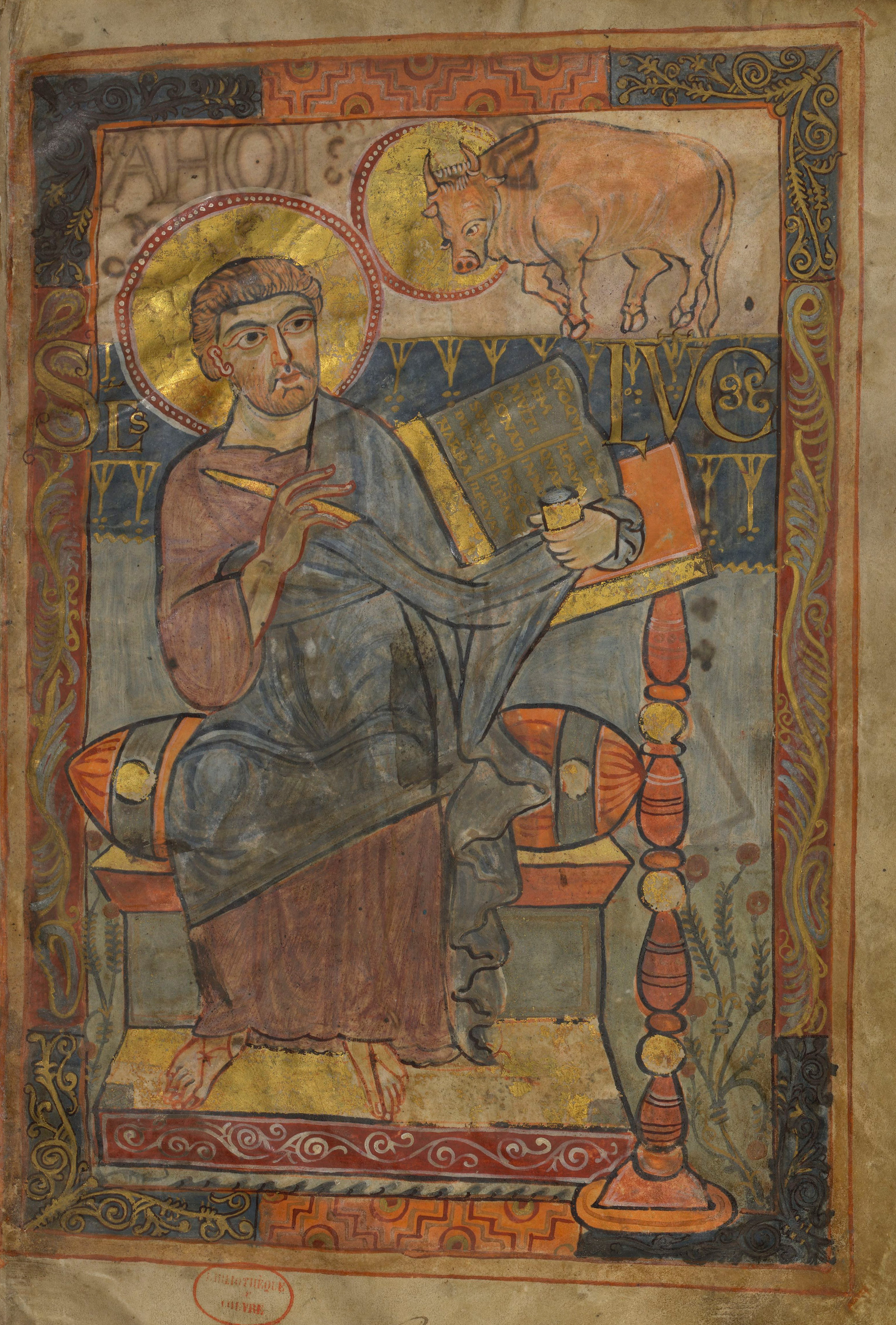
Evangeliario di Godescalco, San Luca
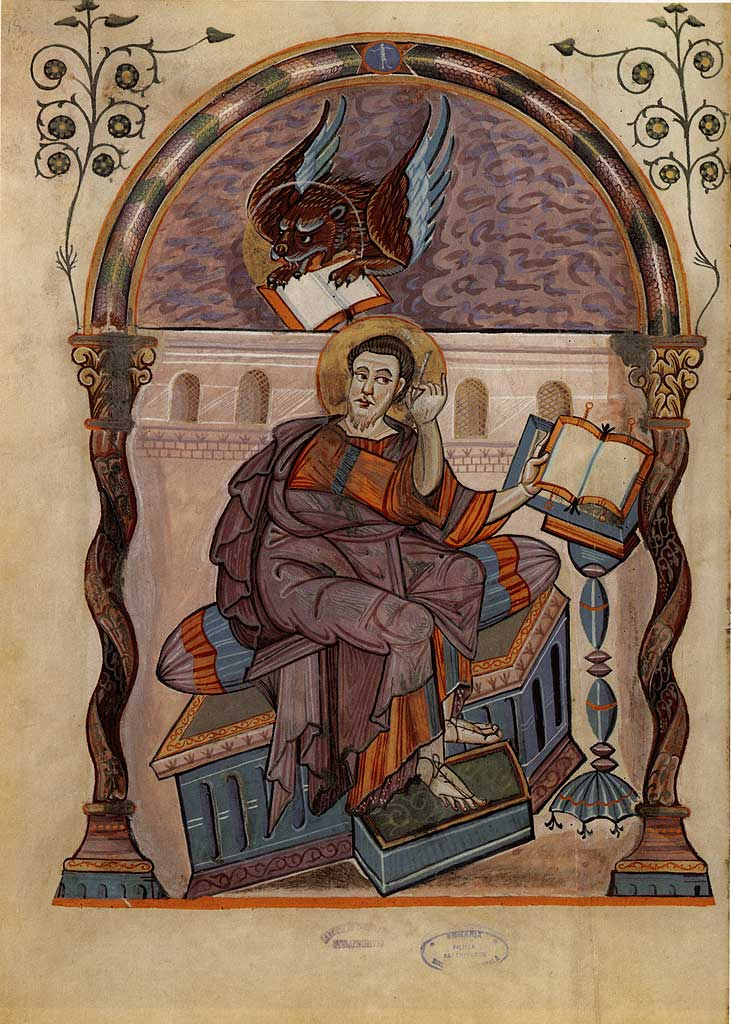
Evangeliario di Lorsch, San Marco
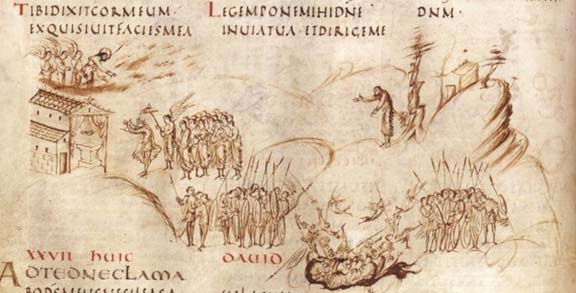
Salterio di Utrecht, foglio 15 verso
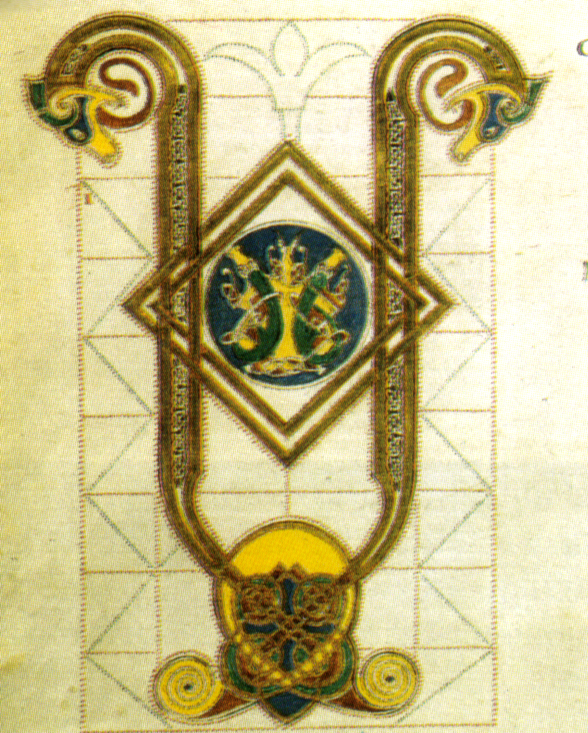
Lettera incipit della seconda Bibbia di Carlo il Calvo

### Miniatura ottoniana (X-XI secolo)

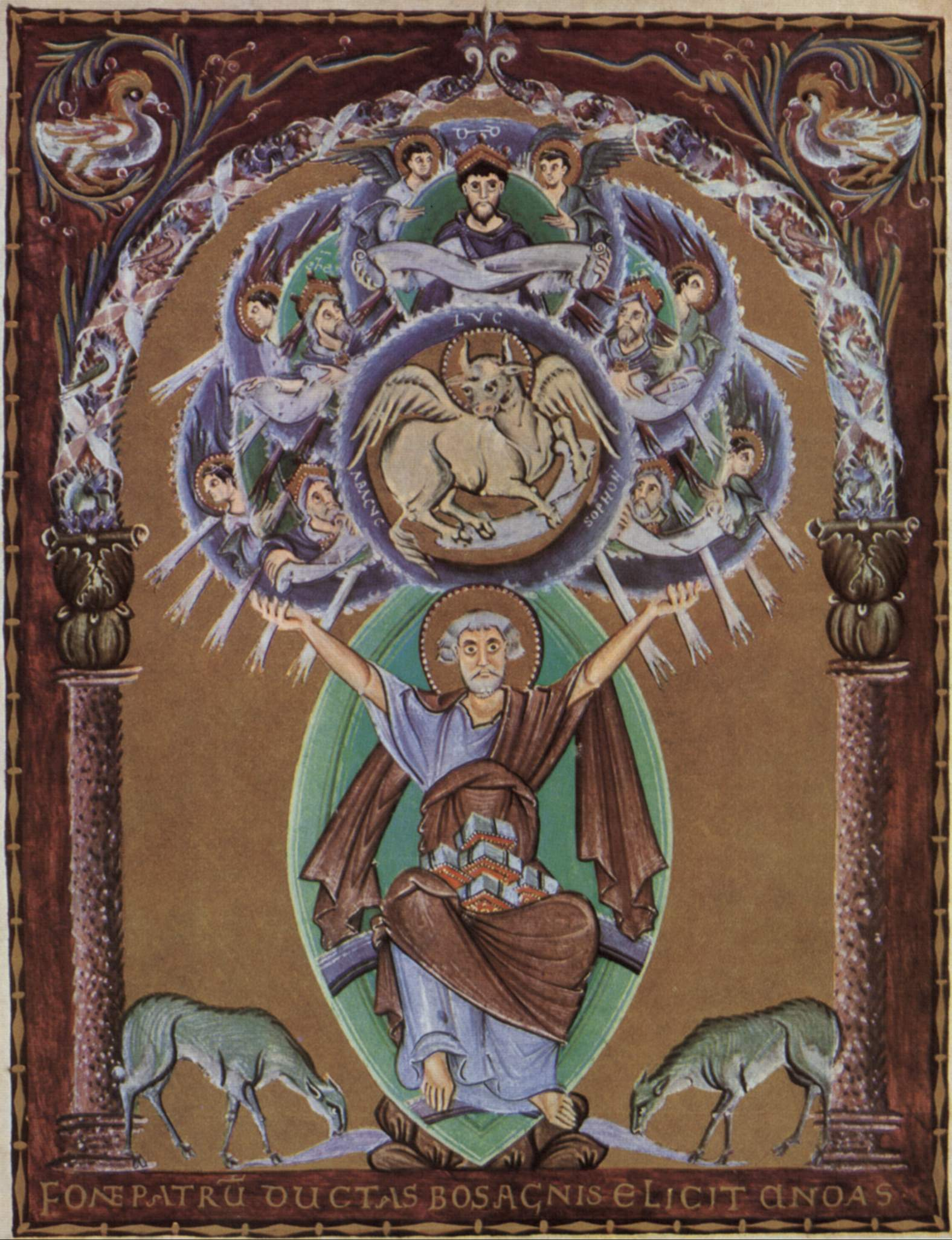
Evangeliario di Ottone III, San Luca.

Anche in epoca ottoniana, analogamente alla situazione carolingia ci sono pervenuti un gran numero di codici miniati: i più importanti sono quelli prodotti dallo scriptorium di Reichenau, da dove proveniva anche il maestro degli affreschi di Oberzell. Il punto di partenza è sempre la miniatura carolingia, anche perché in questo periodo si assiste spesso al restauro degli antichi codici con l'aggiunta di nuove scene. Esempio tipico è il Registrum Gregorii, una raccolta delle epistole di Gregorio Magno fatto integrare con due miniature a piena pagina nel 983 dall'arcivescovo di Treviri Egberto a un ignoto maestro italiano. Queste due miniature raffigurano Ottone in trono circondato dalle province dell'Impero e San Gregorio ispirato dalla colomba mentre detta allo scriba. Nella prima vi è la solenne frontalità dell'imperatore che è movimentata dall'architettura di sfondo che, intuitivamente, crea un gioco di pieni e vuoti con un pacato equilibrio classicheggiante. Nella seconda scena le figure sono incorniciate anche qui da un'architettura, con naturalezza e misura. In entrambe le figure possiedono una fisicità realistica, e i colori sono scelti in maniera da amalgamarsi gradevolmente (nella prima prevalgono i toni rossi, nella seconda quelli blu), con un ampio ricorso alle lumeggiature per evidenziare i volumi.
Uno sviluppo rispetto al Registrum Gregorii è dato dalle miniature della fine del X secolo, come i Vangeli di Ottone III, dove la scena di Ottone attorniato dai grandi dell'impero richiama fortemente il modello precedente, ma se ne discosta per l'architettura più stilizzata (da notare però le testine nei capitelli), con due momenti narrativi da leggere in sequenza. Fa parte dello stesso codice la visionaria miniatura con l'Evangelista Luca, dove invece che seduto in cattedra intento a scrivere egli è rappresentato in una sorta di trasfigurazione epifanica, con una serie di ruote di fuoco aperte sopra di lui che emanano luce, drammaticamente evidenziati dall'oro di sfondo, e che contengono la rappresentazione di Dio in gloria tra gli angeli e i profeti. In basso i due cerbiatti si abbeverano alla fonte del sapere che sgorga dall'evangelista stesso. Si riscontra qui la tendenza all'allegoria che venne poi ulteriormente sviluppata in epoca romanica.
Altri importanti codici sono l'Apocalisse di Enrico II (decorato appena dopo il Mille), dove si nota una forte involuzione anticlassica, con una maggiore libertà nella disposizione dei soggetti nella superficie e un certo geometrismo accentuato dall'assenza di plasticità, o il Codice Aureo di Spira (realizzato ad Echternacht nel 1045-1046), dove un artista probabilmente greco, realizzava architetture vividamente geometriche, come nella scena di Enrico II e Cunigonda che offrono il libro alla Vergine, con clipei nella cornice, dove i volti dei santi o dei donatori, molto schematici, contrastano nettamente con il rilievo plastico del volto della Madonna.

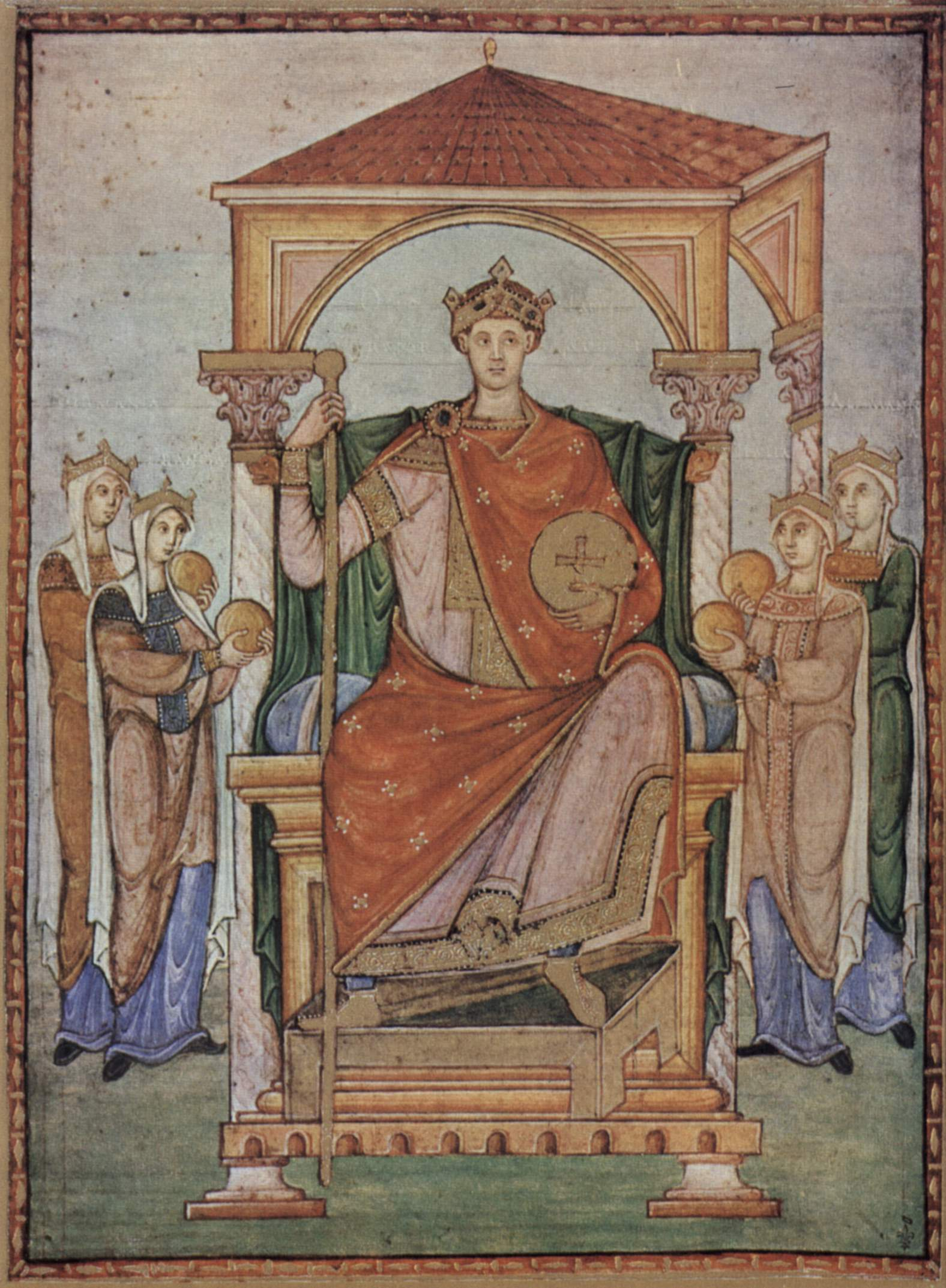
Registrum Gregorii, Ottone II in trono attorniato dalle Province dell'Impero
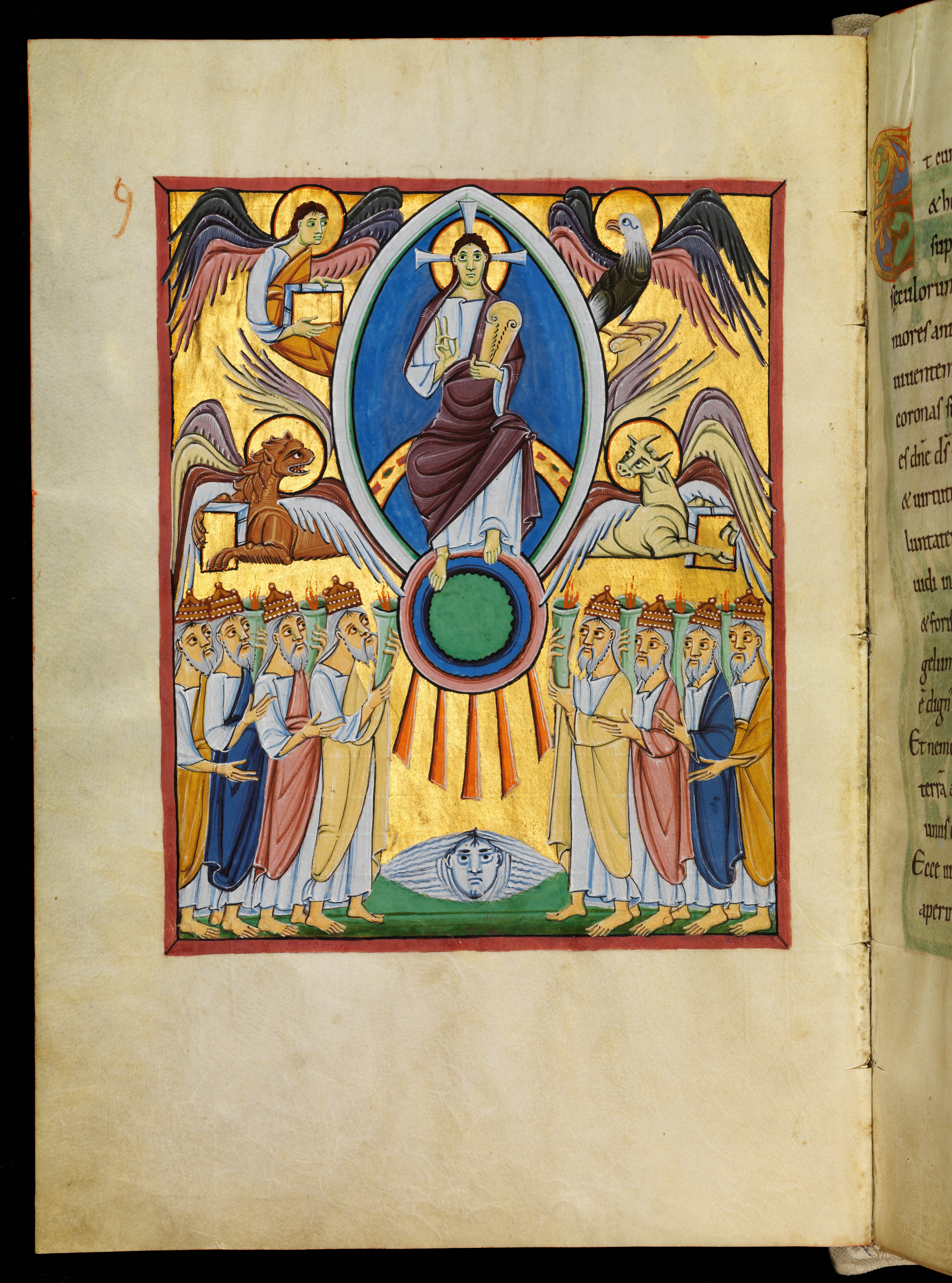
Maiestas Domini, dall'Apocalisse di Bamberga (Reichenau, 1020)
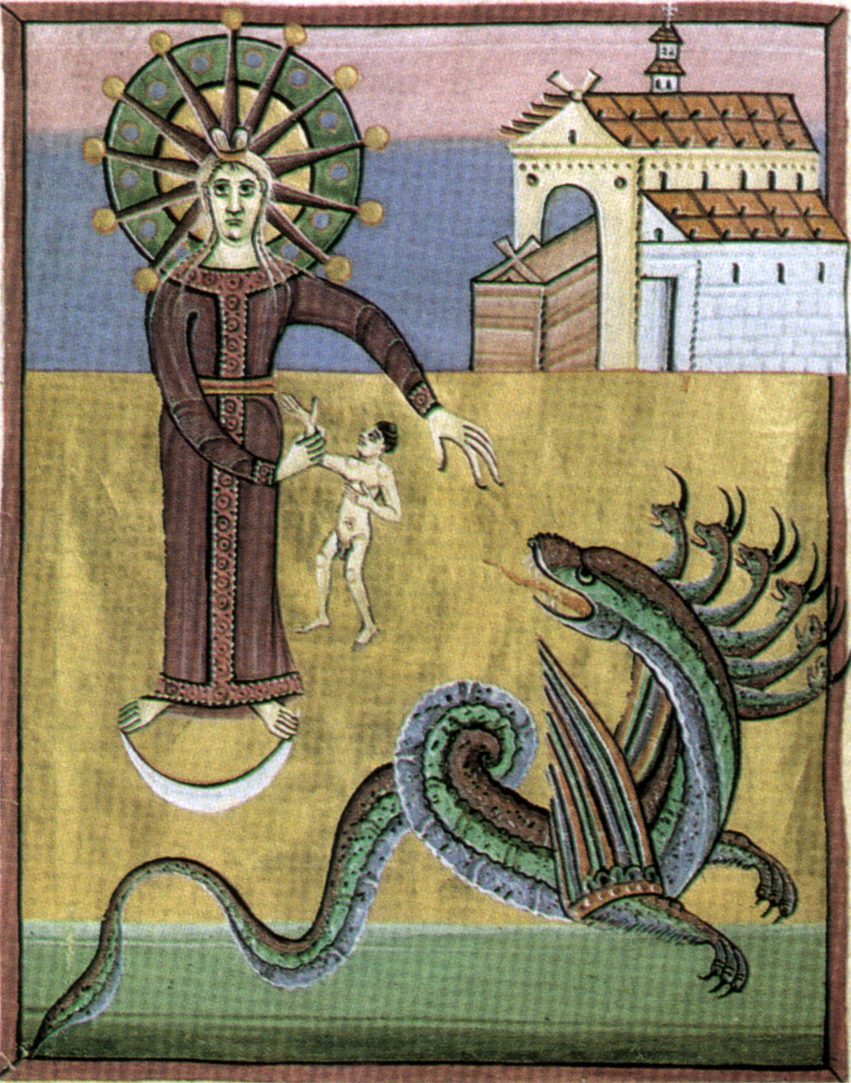
Apocalisse di Enrico II, Il drago minaccia la Donna
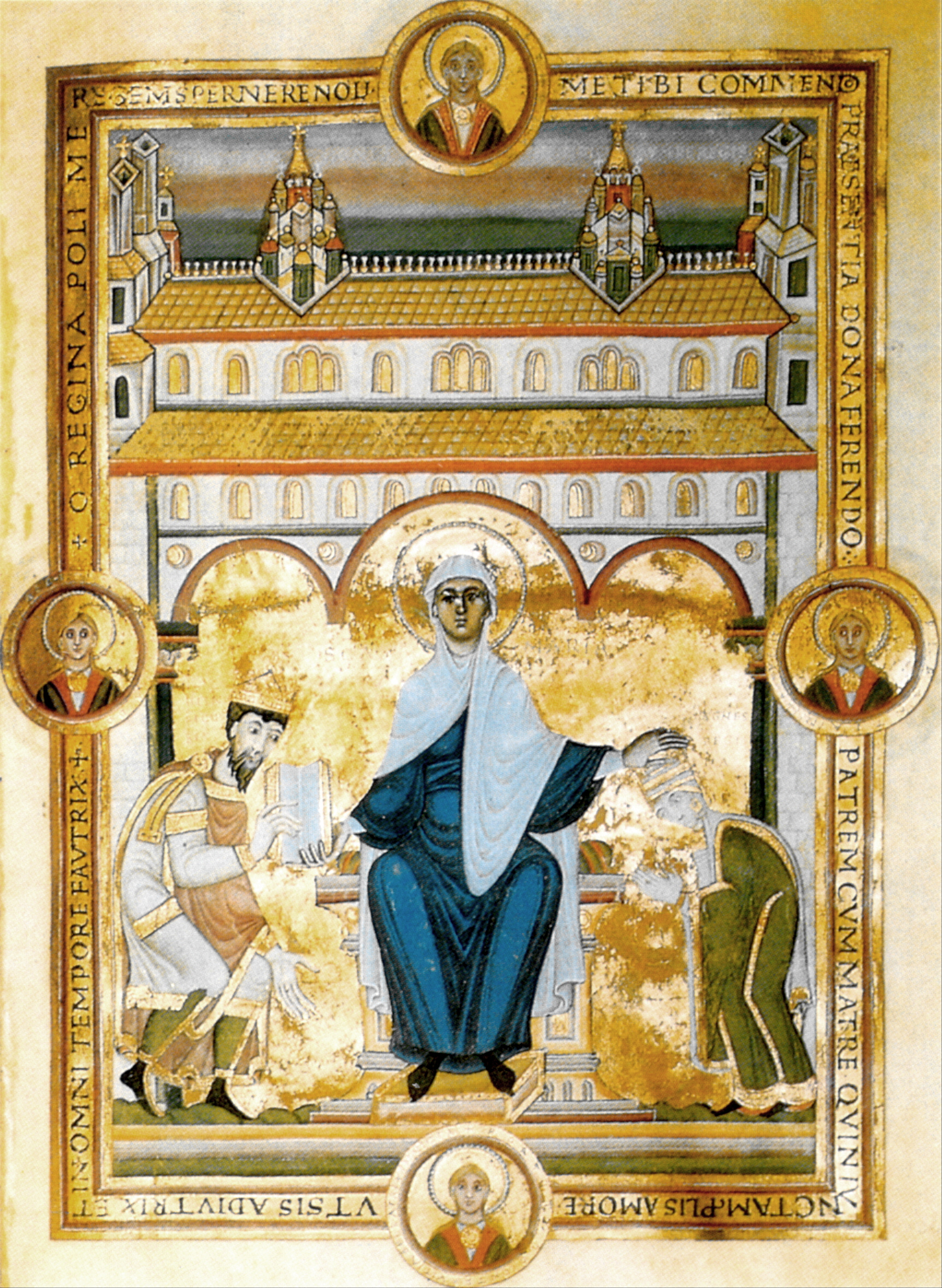
Codice aureo di Spira, Enrico III e la moglie Cunegonda offrono il libro alla Vergine

## Basso medioevo (XII-XIV secolo)

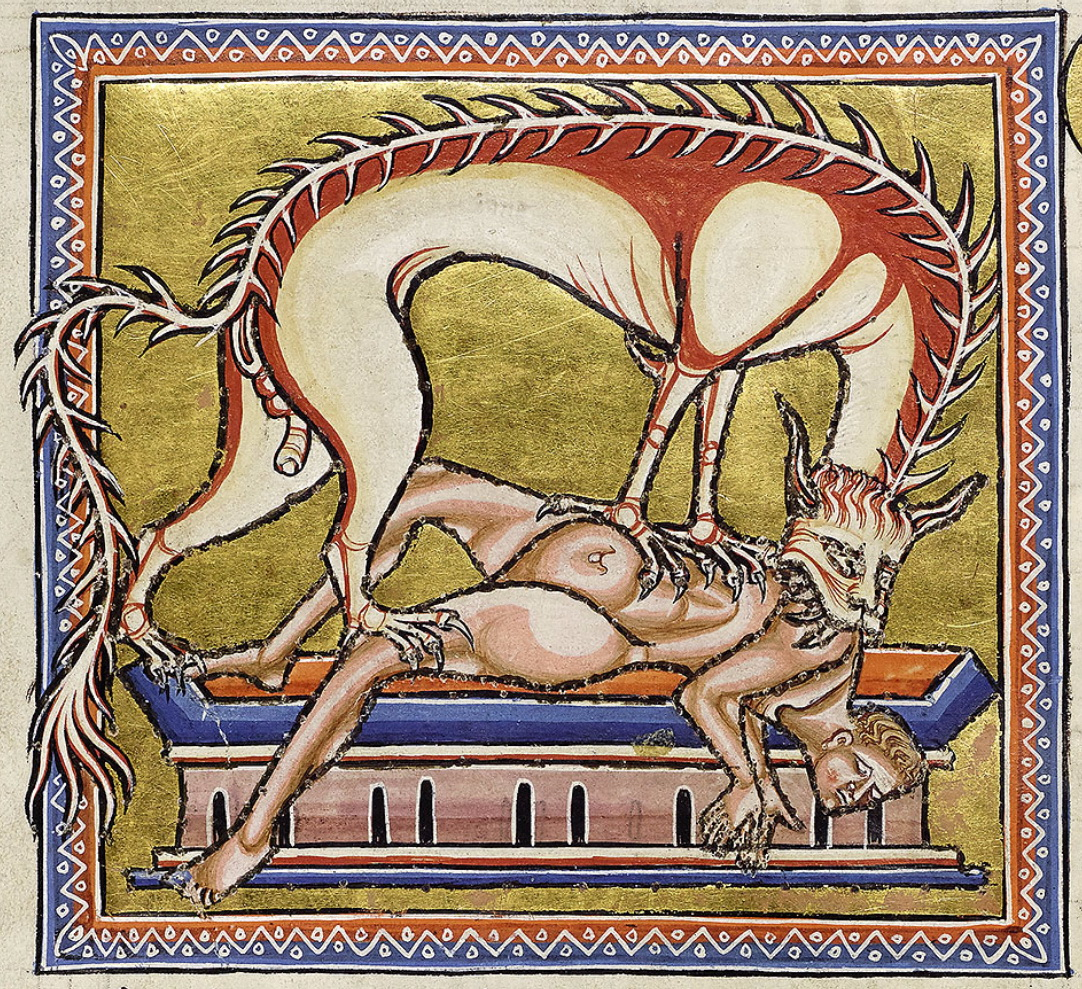
Bestiario di Aberdeen, XII secolo

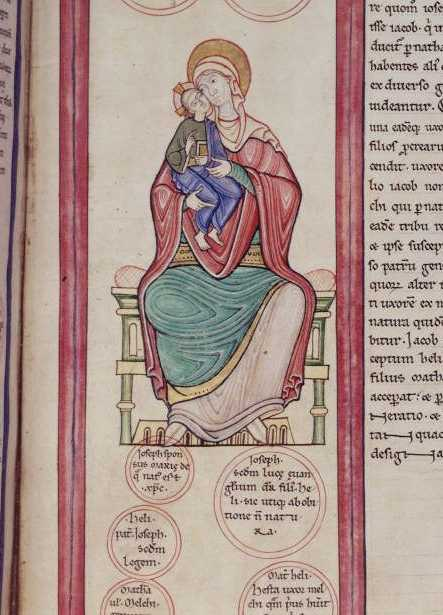
Madonna con Bambino, dalla Bibbia di Parc Abbey, XII secolo

### Europa nord-occidentale
Con il risveglio artistico del XII secolo la decorazione dei manoscritti ricevette un nuovo impulso. Gli artisti del tempo eccellevano nella miniatura di margini e iniziali, ma anche nelle figurazioni, caratterizzate da un tratto vigoroso, linee spesse e uno studio attento del drappeggio. Gli artisti migliorarono la rappresentazione delle forme umane e, nonostante resistesse la tendenza a ripetere i soggetti secondo modi convenzionali, gli sforzi individuali produssero in questo secolo numerose miniature di carattere estremamente elegante.
Con la conquista normanna, l'Inghilterra ricevette l'influsso dell'arte francese del tempo. La fusione stilistica che ne derivò pose le basi dello stile fiammingo che si sviluppò nell'Europa nord-occidentale a partire dalla seconda metà del XII secolo.
La presenza della natura negli sfondi è inesistente tranne per la rappresentazione stereotipa di rocce ed alberi. Quindi, a partire dal XII secolo, proprio lo sfondo della miniatura divenne il campo dove mettere in risalto le figure nella scena. Venne ripresa l'usanza di ricoprire tutto lo spazio con un foglio d'oro, spesso brunito: un metodo di esaltazione della luce usato già nell'arte bizantina. Convenzionalmente i personaggi sacri venivano vestiti con abiti tradizionali dei secoli passati, mentre gli altri personaggi della scena seguivano la moda del tempo.
Lo stile del XII secolo lasciò il posto ad immagini di dimensioni ridotte durante il secolo successivo. Le dimensioni dei libri si ridussero notevolmente e aumentò la loro diffusione. La scrittura dei testi si irrigidì trasformandosi progressivamente in una nuova tipologia definita gotica in opposizione al modello più antico della "minuscola carolina". Si fece grande uso di contrazioni ed abbreviazioni, quasi tentando di risparmiare spazio.
Le figure divennero piccole, realizzate con tratti leggeri che sviluppano corpi e membra minuscoli. Gli sfondi, realizzati a foglia d'oro, abbondano di delicati panneggi in oro e colore. Spesso, soprattutto nei manoscritti inglesi, i disegni sono soltanto riempiti con coloranti o con tinte tenui. Le miniature vennero usate in maniera intensiva per le iniziali. Si assiste al graduale passaggio dalle iniziali "figurate", la cui forma era almeno in parte costruita o sovrapposta a motivi animali o antropici, a quelle "istoriate", dove si riempiva lo spazio bianco delle lettere con piccole scene.
Nel nord Europa esistevano tre principali stili di miniatura: in area inglese si privilegiavano l'armonia delle forme e i motivi erano rappresentati con tinte chiare, particolarmente il verde, la lacca rossa e il grigio-blu; in area francese si predilesse l'accuratezza del disegno e l'uso di ombreggiature profonde, soprattutto blu oltremare; infine in area fiamminga e germanica la miniatura fu caratterizzata da disegni di tratto più grossolano e dall'uso di pigmenti puri. 
Una caratteristica dei lavori francesi era il color oro ramato delle dorature, dovuto all'uso del bolo armeno come preparazione della pergamena, in forte contrasto con il pallido splendore metallico dell'oro usato in ambito inglese ed olandese dove il bolo armeno non era usato.

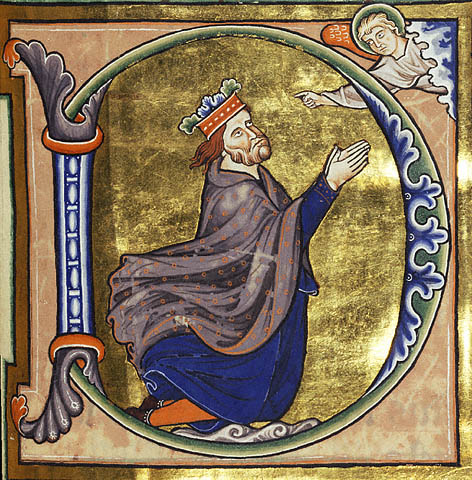
Una D maiuscola figurata, salterio di Ingeborg, XIII secolo

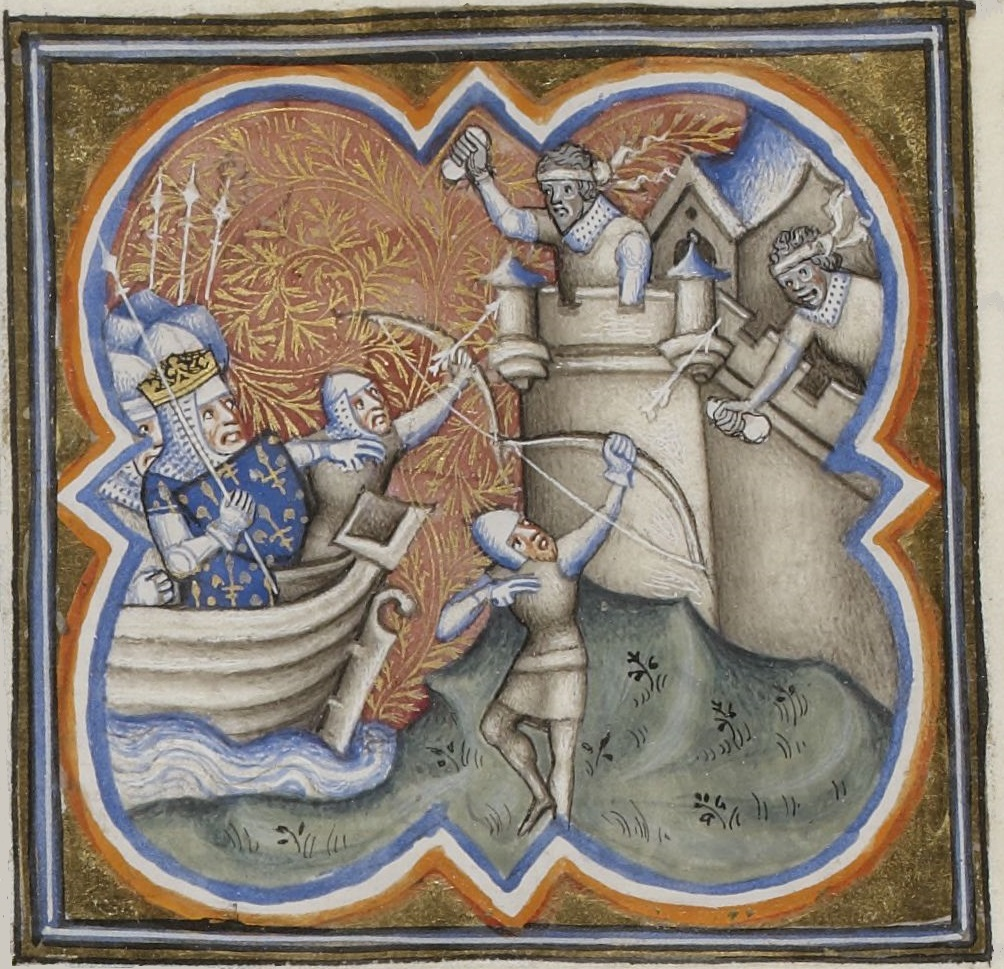
Assedio di Acri, dalle Grandes Chroniques de France (BNF, Fr. 2813)

L'arte della miniatura mantenne un'alta qualità durante il XIII secolo, sia per la precisione del disegno che per l'uso del colore. Nel corso del secolo si diffusero particolarmente libri religiosi quali la Bibbia e libri di preghiera come il salterio) decorati di regola con immagini ispirate al contenuto dei testi. Questi diffusi motivi decorativi furono ripetuti dai vari artisti diminuendo la spinta all'innovazione.
Verso la fine del secolo alcune opere laiche cominciarono a godere di grande popolarità e diedero un nuovo impulso all'arte illustrativa. Con l'inizio del XIV secolo era palpabile la voglia di cambiamento. Si passò a linee più fluide e vennero abbandonati definitivamente i tratti duri e le linee ogivali tipiche del XII secolo. Le miniature iniziarono a liberarsi dal loro ruolo di membro integrante dello schema decorativo, e tesero a trasformarsi in immagini pittoriche. Questo cambiamento è ben visibile dalla nuova posizione che assumono nella pagina, e dall'indipendenza che sviluppano rispetto ai margini e alle iniziali.
La miniatura del XIV secolo era caratterizzata dalla grande elasticità del disegno, con uno sviluppo parallelo nella rappresentazione degli sfondi. I panneggi diventano più elaborati e più brillanti. La bellezza della foglia d'oro è esaltata dai motivi a puntinato che sono spesso realizzati su di essa. Edifici gotici ed altri dettagli architettonici fanno la loro comparsa anche sulle miniature. L'incredibile espansione artistica che ha luogo nel XIV secolo coinvolge anche le miniature, producendo alcune delle migliori opere.
Nella prima parte del secolo il disegno in stile inglese era di ottima qualità, le figure erano raffigurate in movimento fluido che, nelle opere più complesse, raggiungeva l'affettazione. L'arte francese mantenne la sua accuratezza, i colori restano più vivi dei corrispondenti inglesi e i volti delicatamente realizzati senza volume. La produzione dei Paesi Bassi, mantenendo il tratto marcato che da sempre la rappresentava, appariva più rozza delle altre. Né la miniatura tedesca occupava una posizione migliore, essendo eseguita meccanicamente e rozzamente. Con il passare del tempo, le miniature francesi monopolizzarono il mercato, eccellendo nella brillantezza dei colori, ma perdendo la purezza del tratto, nonostante mantenessero il primato nel settore. La miniatura inglese ebbe un declino dovuto a cause politiche ed alla guerra combattuta contro i francesi. Solo alla fine del secolo vi fu una rinascita, attribuita al legame con il fiorente ambiente di Praga dovuta al matrimonio tra Riccardo II d'Inghilterra e Anna di Boemia avvenuto nel 1382. Il nuovo stile inglese si distinse per la ricchezza dei colori, e per la precisione nella rappresentazione dei visi, ormai al livello dei (leggermente) decaduti francesi. Una rinnovata attenzione ai particolari pervade anche l'ambiente fiammingo e olandese nella prima parte del XV secolo, peculiarità dell'arte di area tedesca che non trova eguali in ambiente francese.

### Italia

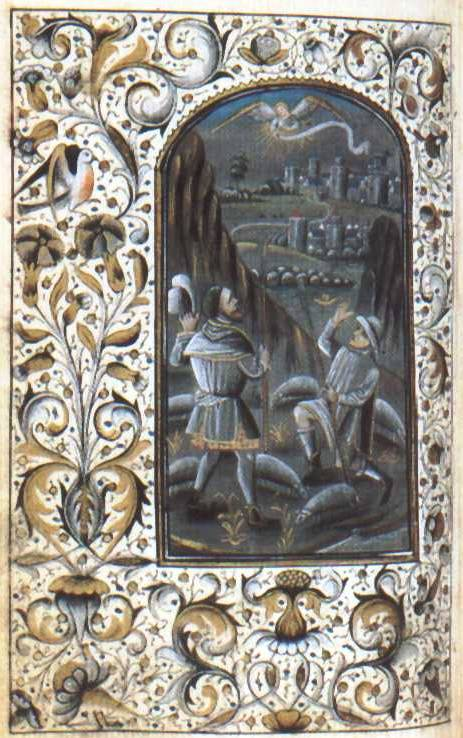
Annunciazione ai pastori, Libro d'Ore 470, Biblioteca Trivulziana, Milano

La miniatura italiana ebbe un percorso simile a quella inglese, francese ed olandese. Durante il XIII e XIV secolo restò forte l'influenza bizantina, con il vecchio metodo di pittura dell'incarnato che richiedeva l'uso del colore su una base olivastra (o tinte simili), lasciata visibile sulle linee di contorno, ottenendo così un aspetto scuro. I colori usati erano di regola più opachi di quelli usati nell'Europa settentrionale, e gli artisti tendevano ad usare colori puri piuttosto che insieme all'oro. Una peculiarità degli artisti italiani è l'uso del rosso vivo. La rappresentazione del corpo umano è meno realistica di quella inglese o francese coeve essendo realizzata con tratti più spessi. In genere le miniature italiane, prima degli sviluppi del XIV secolo, erano di qualità nettamente inferiore rispetto a quelle settentrionali.

## Rinascimento (XV secolo)

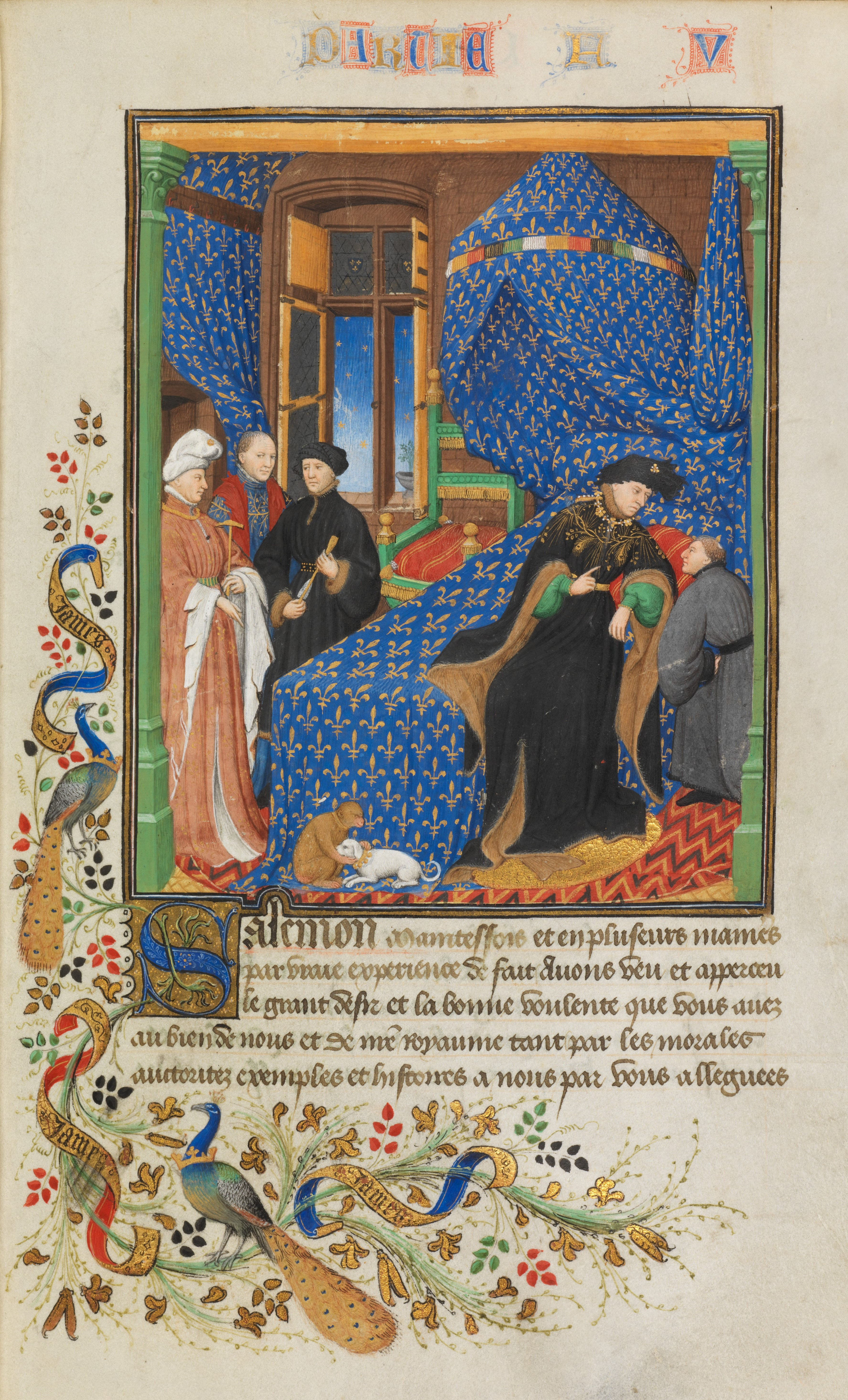
Demandes à Charles VI, f. 4: Pierre Salomon in conversazione con il re Carlo VI

Fra il XIV e XV secolo, grazie alle trasformazioni socioculturali ed al diffondersi dell'alfabetizzazione, la produzione dei manoscritti conobbe una diffusione mai sperimentata prima. Oltre ai libri religiosi, come ad esempio il Breviarium cum Calendarium ad usum Ordinis San Agustini di suor Maria Ormani, che raggiungono punte di sfarzo mai toccate prima, si diffusero i libri scientifici anche divulgativi (medicina, botanica, geometria), narrativi, di poesia (come I Trionfi del Petrarca), di viaggio e i classici. Un nuovo tipo di libri votivi furono i libri d'ore, nati per l'uso personale, che contenevano illustrazioni finemente miniate. La decorazione di questi libriccini si separò dai vincoli convenzionali che il carattere religioso dei libri aveva precedentemente imposto. L'utenza a cui erano destinati era la più disparata, con un evidente scarto in qualità e prezzo. A volte erano gli stessi proprietari ad illustrare i propri esemplari. La produzione minore non è ancora stata sufficientemente studiata e catalogata, per cui gli studi propongono oggi nella quasi totalità dei casi i manoscritti di lusso.
A ogni tipo di testo corrispondeva un diverso tipo di impaginazione: gli erbari o i bestiari avevano illustrazioni a piena pagina, per cogliere l'aspetto non trasmissibile con la parte scritta; i romanzi cavallereschi seguivano una narrazione continua ed analitica; gli scritti simbolici avevano illustrazioni allegoriche; i testi giuridici erano arricchiti dalle glosse figurate. Numerose erano le edizioni illustrate di opere letterarie, dalla Divina Commedia al Decameron a altre opere più frivole.
Alcuni caratteri fino ad allora specifici della miniatura (gusto ornamentale, bidimensionalità, unitarietà del foglio) vennero presto superati favorendo un allineamento con la pittura coeva, anzi spesso anticipandone alcune rivoluzioni, come il caso della spazialità nelle miniatura francesi e fiamminghe prima del Rinascimento delle Fiandre.
In questi due paesi la produzione miniata tendeva ad esibire grande libertà nelle composizioni: la pagina sembrava sfondata dalle costruzioni spaziali più ardite (Libro d'ore di Maria di Borgogna), le illustrazioni diventavano finestre aperte su una scena (Demandes à Charles VI del Maestro di Boucicaut) e i paesaggi raggiungevano una profondità mai vista (Très riches heures du Duc de Berry dei Fratelli Limbourg). 
Le scene di natura del secondo quarto di secolo divennero più decise, nonostante presentino errori di prospettiva. Bisognò aspettare un'altra generazione di artisti per trovare l'apprezzamento dell'orizzonte e degli effetti atmosferici.
Le miniature francesi e fiamminghe fino a quel periodo avevano avuto un'evoluzione parallela, ma dopo la metà del secolo caratteristiche nazionali divennero più marcate e divergenti. La qualità delle opere francesi iniziò a peggiorare, nonostante esistano esempi di altissimo livello. La rappresentazione dei corpi divenne carente e la pittura più dura, senza profondità che invece l'artista cercava di realizzare attraverso un eccesso di ombreggiature dorate.
La miniatura fiamminga raggiunse l'apice verso la fine del XV secolo. Le opere raggiunsero un'estrema delicatezza e profondità di colore, come pure la sempre crescente accuratezza del dettaglio, dei panneggi, delle espressioni facciali: il modello del viso della Madonna con la fronte alta è tipico. Nelle migliori miniature olandesi del periodo lo stile presenta una grandissima morbidezza e sfavillio di colore. Questi alti livelli non si esaurirono al termine del secolo, ma ebbero seguito ancora per qualche decennio.
Nelle esecuzioni in grisaglia l'assenza di colori invitava ad un maggior impegno nella cura dei dettagli. Questo è visibile nelle miniature provenienti dalle Fiandre settentrionali, particolarmente per i drappi disegnati con angoli netti, che suggeriscono collegamenti con l'incisione del legno.
Con l'avvento del XV secolo, sotto l'influenza del Rinascimento, la miniatura italiana ricevette una spinta artistica che la ripropose sulla ribalta continentale in concorrenza con quella olandese. L'uso di pigmenti più densi permise ai miniaturisti di ottenere superfici forti e lisce mantenendo però la nitidezza dei contorni, il tutto senza perdere la profondità e la ricchezza dei colori tipici della scuola fiamminga.
Lo stile italiano prese piede anche in Provenza nel XIV e XV secolo. Influenzò le correnti artistiche della Francia del nord da cui venne, a sua volta, influenzato. Anche nei manoscritti della Germania meridionale si notano simili influenze, come ben evidenziano le opere di Berthold Furtmeyr.
Nei primi anni del XV secolo, in Inghilterra, furono create opere di eccellente qualità, ma la tecnica usata era ancora legata alle convenzioni medievali. L'arte locale raggiunse il suo punto d'arrivo verso la metà del secolo, proprio quando un nuovo apprezzamento per la natura stava modificando le vecchie convenzioni continentali sulla rappresentazione dei paesaggi, e le miniature si trasformarono nella pittura moderna. Le miniature prodotte in Inghilterra dopo questo momento furono opera di artisti stranieri o di inglesi che ne copiavano lo stile. La situazione durante la Guerra delle due rose spiega a sufficienza l'abbandono di quest'arte.

## Miniatura europea dopo il XVI secolo

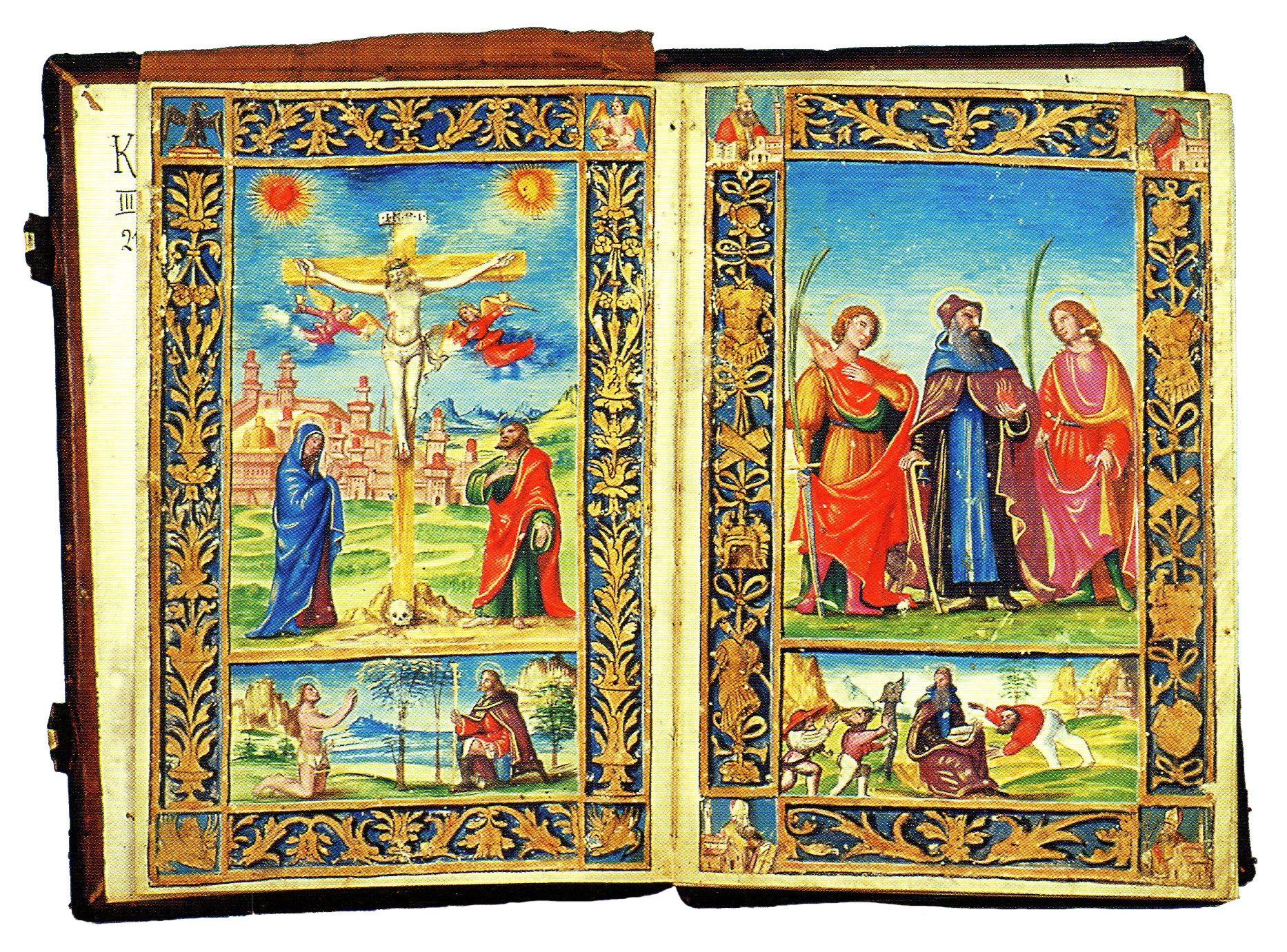
Un esempio di miniatura tarda: la Mariegola di Collio, datata 1523, dove le profonde interazioni ormai instauratesi tra pittura e miniatura sono evidenti.

Con l'introduzione e il diffondersi della tipografia la miniatura continua per lungo tempo ad essere presente anche se comincia gradualmente a perdere d'importanza proprio all'aumentare della disponibilità di libri.
In un primo tempo il nuovo libro stampato si “mimetizza”: in una società molto tradizionale come quella europea della prima età moderna gli stampatori cercano di presentare i loro prodotti come dei manoscritti piuttosto che come risultato di una nuova tecnologia. 
Quindi non è raro trovare negli incunaboli lettere o intere pagine miniate secondo gli stili artistici allora in voga.
Sussiste, infatti, una produzione con scopo suntuario, celebrativo e liturgico ma che si adatta alle tendenze della pittura monumentale e alla circolazione di stampe in un linguaggio fortemente internazionale.
Col passar del tempo comunque la miniatura acquista, anche fisicamente, un aspetto sempre più marginale e sembra ritirarsi dalle pagine per spostarsi in altre parti del libro, per esempio i tagli, perdendo così la sua caratteristica di decorazione del testo per diventare decorazione del libro.
La ragione di questo processo sta quasi certamente nel costo aggiuntivo della decorazione che incise sempre di più sul prezzo del libro provocando la riduzione del numero delle miniature.
In ogni caso l'uso di decorare con immagini i margini dei testi non scomparve mai completamente soprattutto ai livelli di committenza più ricca che poteva permettersi la preparazione di copie più lussuose.
In ambito documentario, non più librario quindi, la miniatura trovò posto quale elemento accessorio di lusso per indicare l'importanza di un documento emesso e il prestigio dell'autorità emittente. Non sono quindi infrequenti casi di miniature su documenti persino nel XX secolo.

## Miniatura persiana

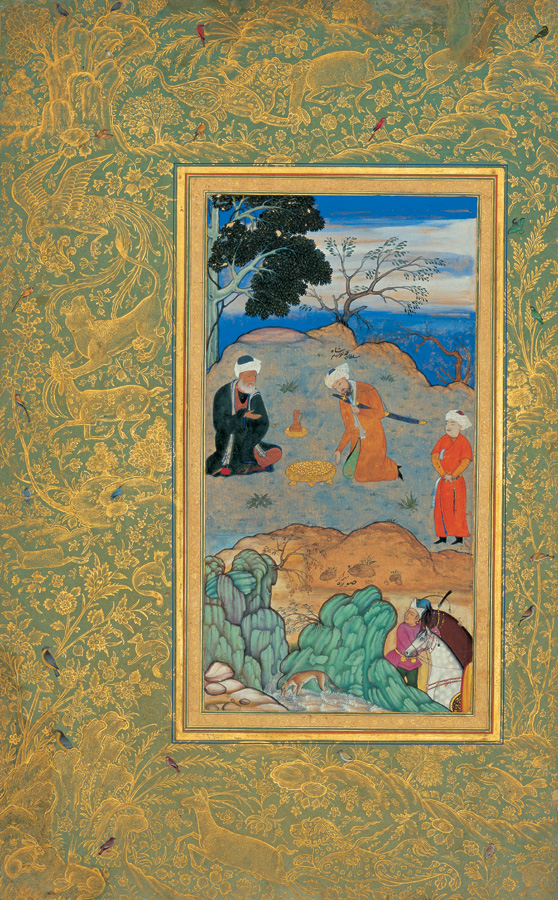
Scena di ascetismo, Moraqqa’-e Golshan, conservato nel Golestan Palace di Tehran, Iran (XV secolo)

Proprio mentre in Europa la miniatura veniva messa da parte, in Persia, con artisti quali Reza Abbasi, essa viveva un periodo di grande vitalità artistica, con una grande attenzione ai soggetti naturalistici. La miniatura persiana, erede di una lunga tradizione, influenzò la produzione di manoscritti decorati anche nel mondo ottomano fino al XIX secolo.